# Bois, bocage et étang de la Grande Cazine
Le site « Bois, bocage et étang de la Grande Cazine » est une zone naturelle d'intérêt écologique, faunistique et floristique (ZNIEFF) française du département de la Creuse, en région Nouvelle-Aquitaine.

## Situation
Dans le quart nord-est du département de la Creuse, le site « Bois, bocage et étang de la Grande Cazine », s'étend sur 704,2 hectares, sur le territoire de quatre communes : Lizières, Noth, Saint-Agnant-de-Versillat et La Souterraine. Près de 90 %  de la ZNIEFF se situe sur Noth. Le reste se répartit entre Lizières (quarante hectares au sud, soit 5,6 %), Saint-Agnant-de-Versillat (près de vingt-cinq hectares au nord-est, soit 3,5 %) et La Souterraine (quinze hectares à l'est, soit 2 %).
Limitée au sud par la route nationale 145, à l'ouest par la route départementale (RD) 951 et à l'est par la RD 49, la zone est située au nord, au nord-est et à l'est du bourg de Noth. Elle est comprise entre 359 mètres d'altitude au nord, là où le ruisseau du Mas quitte le territoire de la ZNIEFF, 230 mètres avant sa confluence avec le ruisseau d'Aigueperse et 451 mètres à l'ouest, en bordure orientale du lieu-dit la Roche, le long du cours de la Cazine et de plusieurs de ses affluents, dont en rive gauche le principal, le ruisseau du Mas. Elle inclut les étangs de la Petite Cazine et de la Grande Cazine, ce dernier s'étendant sur 54 hectares, ainsi que des bois et bocages aux alentours, dont l'arboretum de la Fôt.

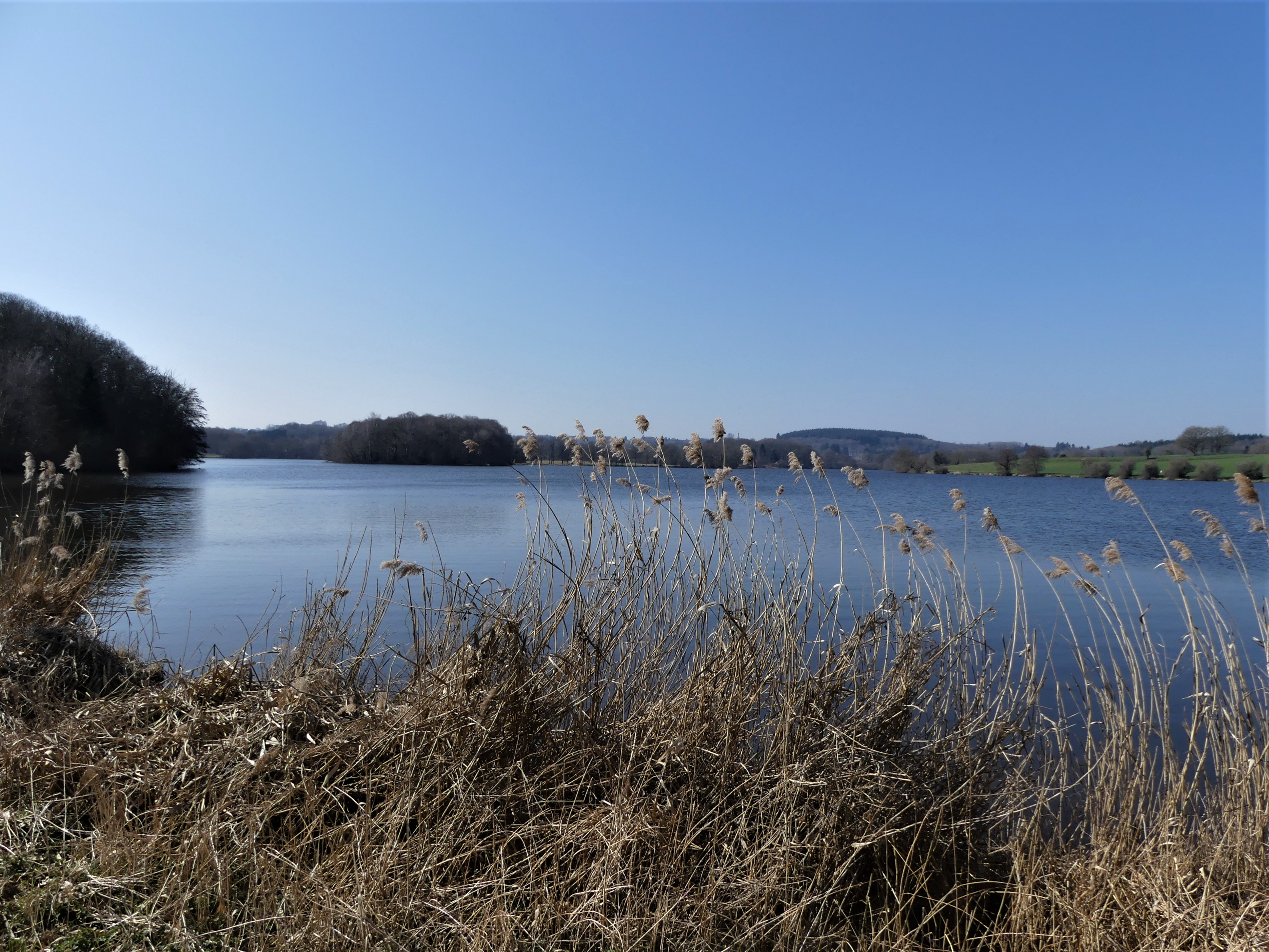
L'étang de la Grande Cazine.
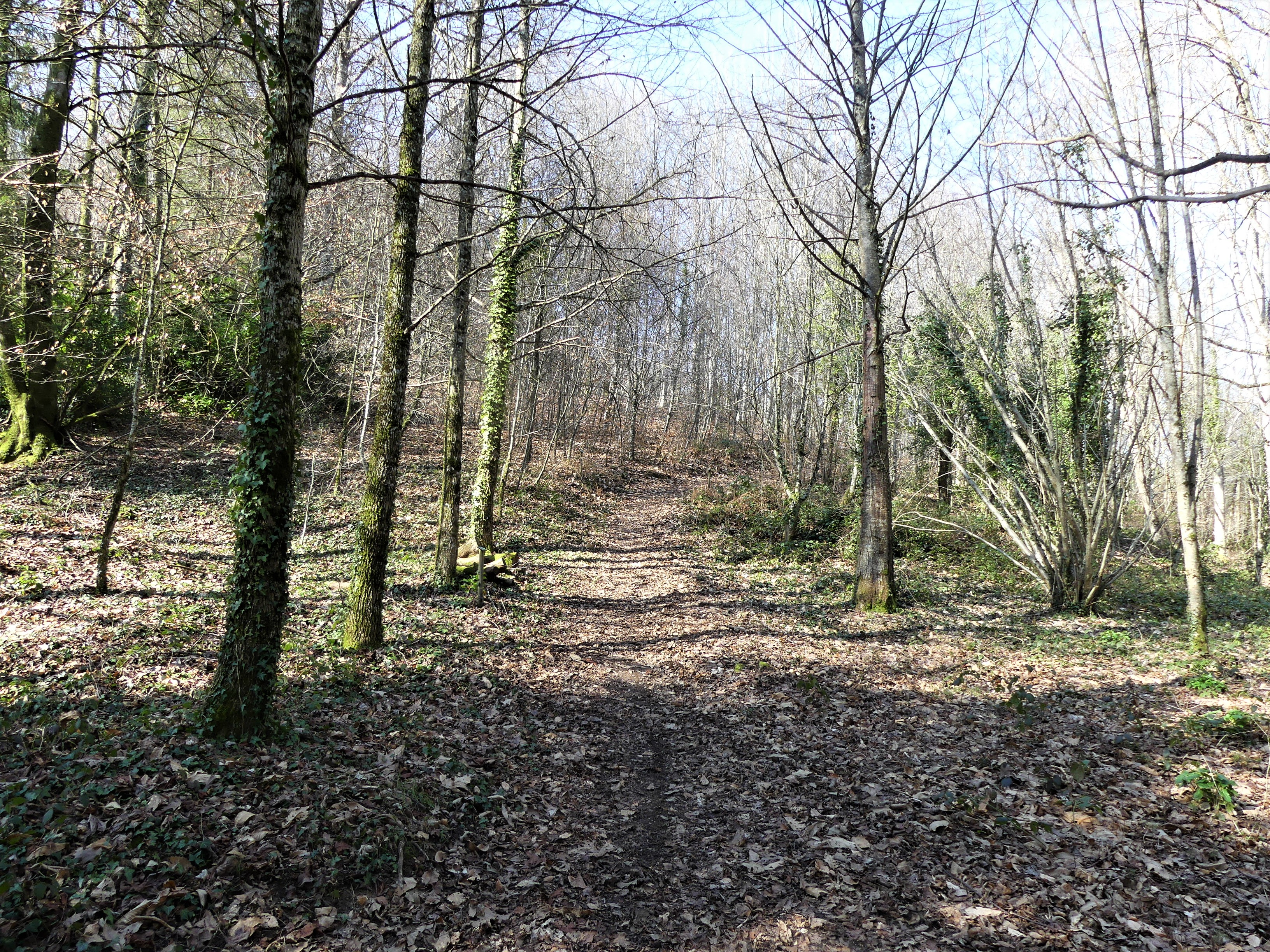
L'arboretum de la Fôt (début mars 2022).
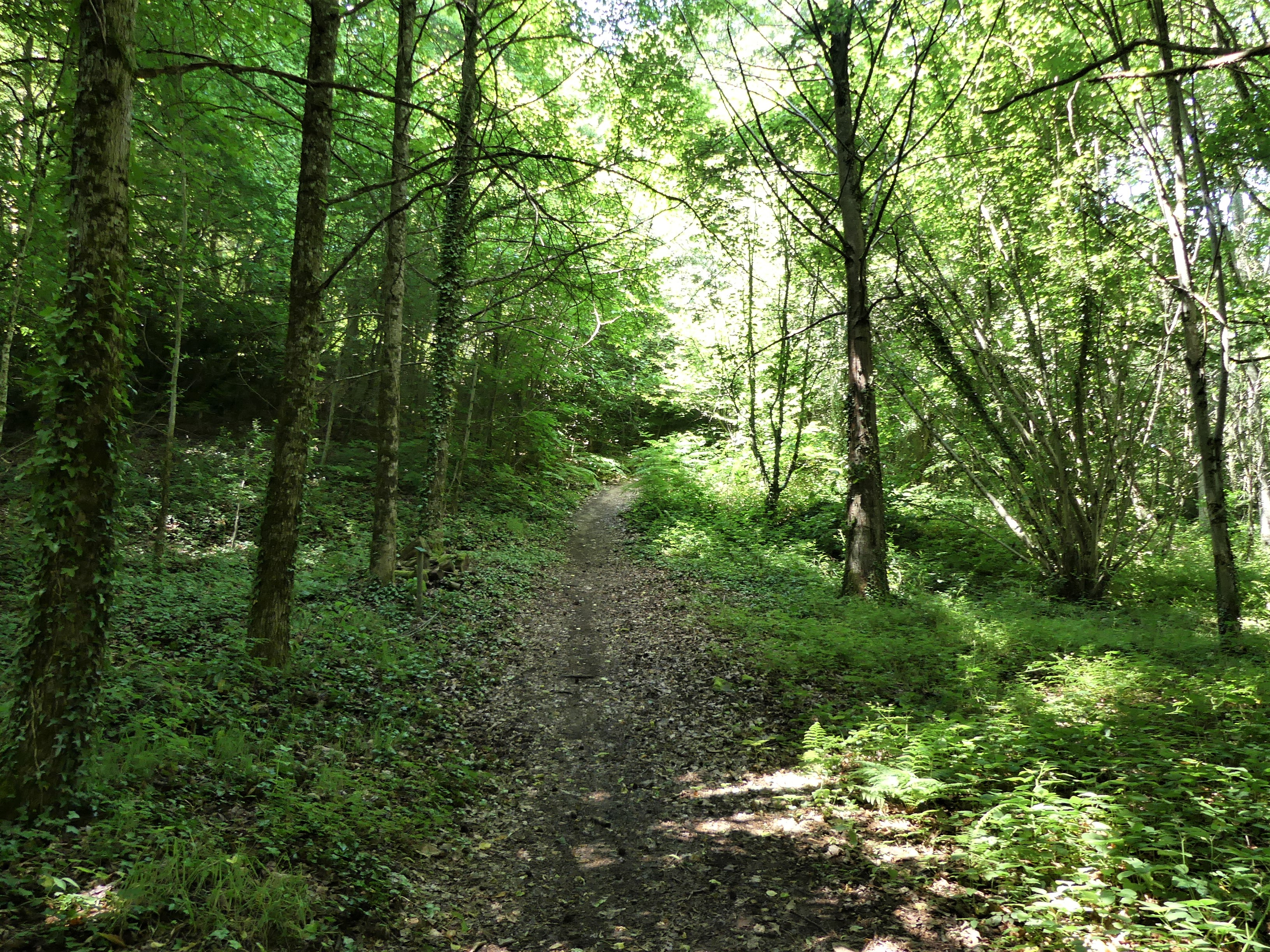
Le même site, trois mois plus tard.
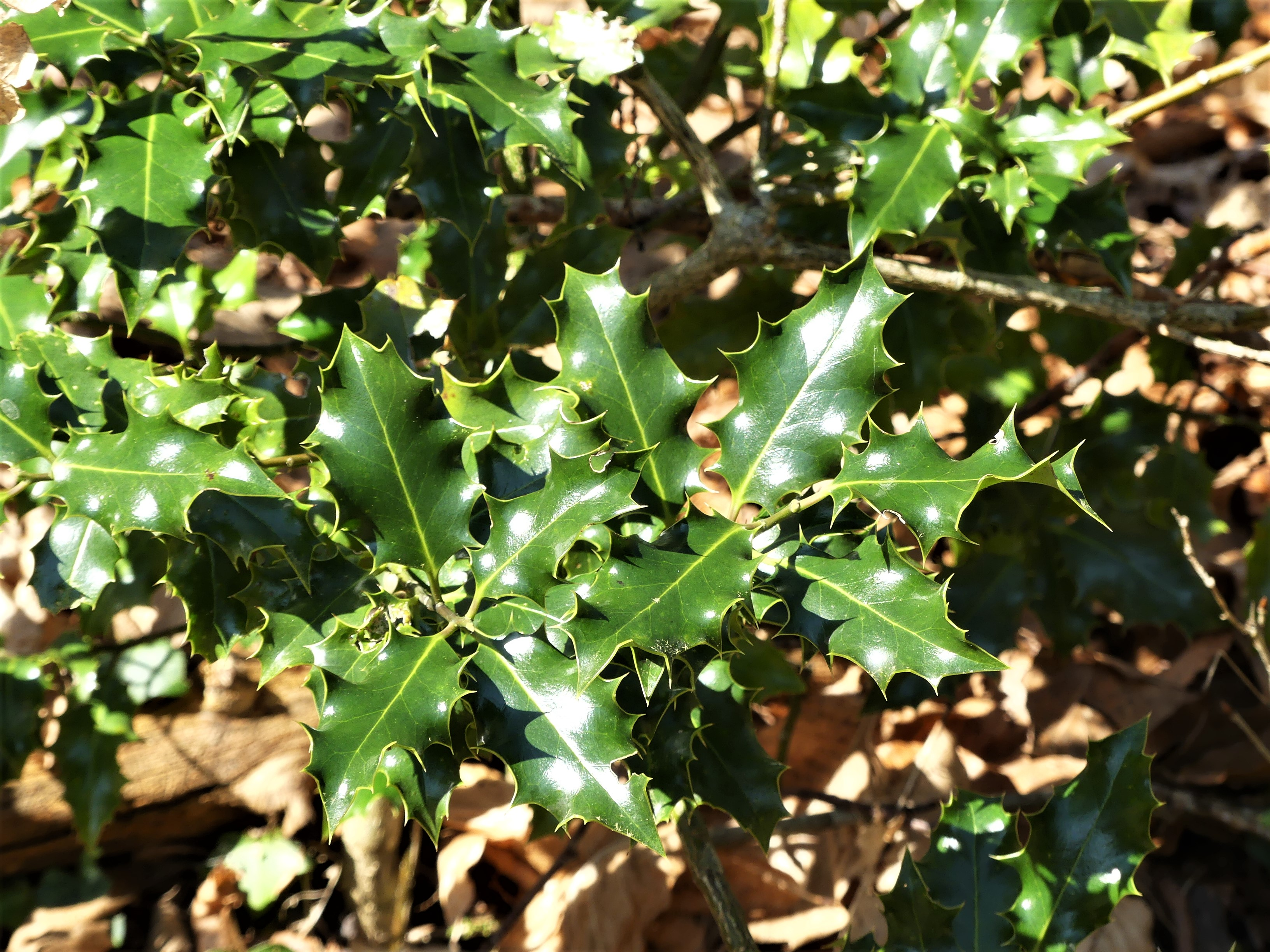
Houx (Ilex aquifolium), dans l'arboretum.
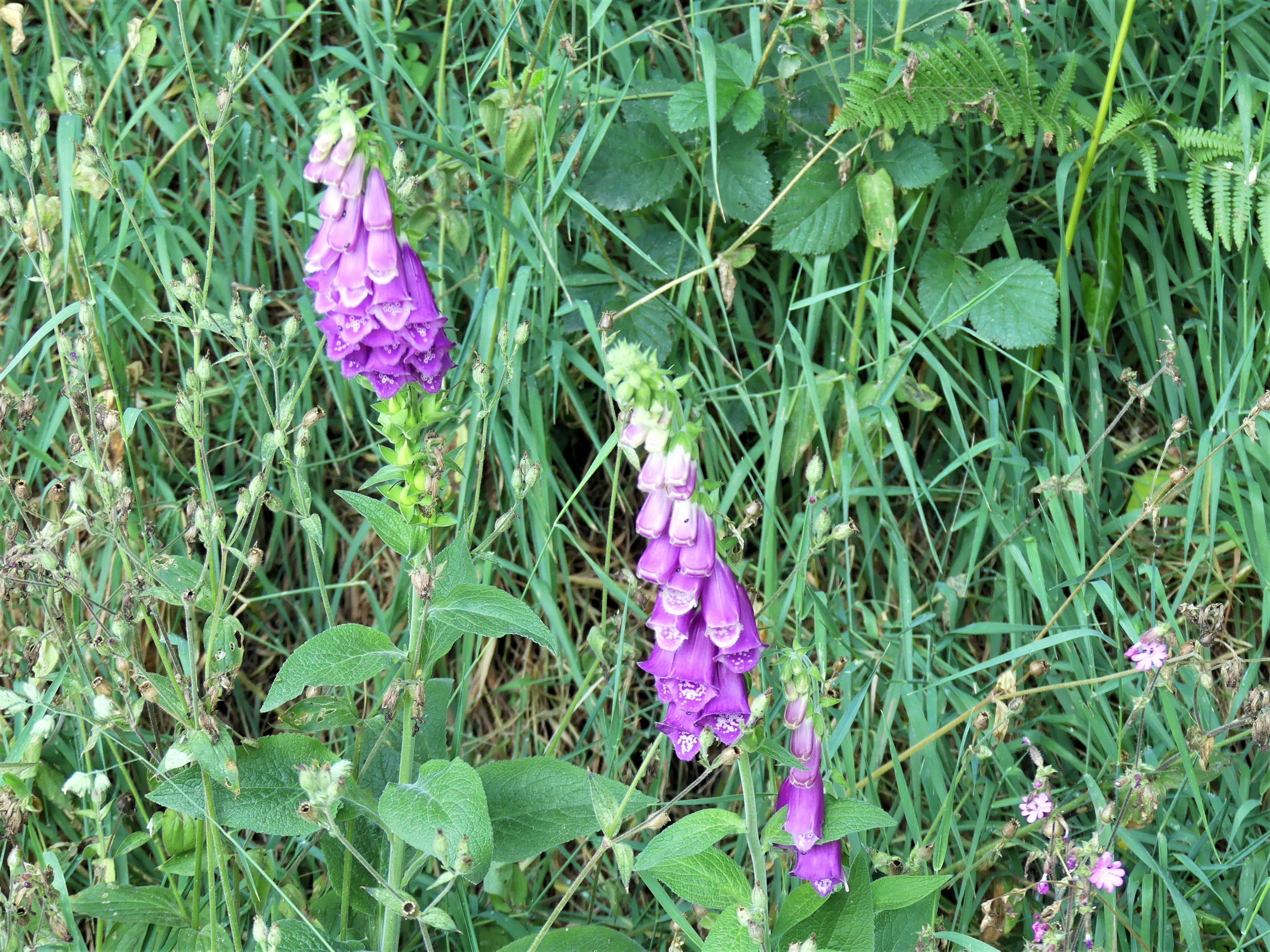
Digitales pourpres (Digitalis purpurea) sur la ZNIEFF, en bordure de l'arboretum.

## Description
Le site « Bois, bocage et étang de la Grande Cazine » est une zone naturelle d'intérêt écologique, faunistique et floristique (ZNIEFF) — un espace naturel inventorié en raison de son caractère remarquable — de type 1, c'est-à-dire qu'elle est de superficie réduite, avec des espaces homogènes d’un point de vue écologique et qu'elle abrite au moins une espèce et/ou un habitat rares ou menacés, d'intérêt aussi bien local que régional, national ou communautaire.
Des recensements y ont été effectués aux niveaux faunistique et floristique.

## Habitats
Cinq habitats déterminants sont présents sur le site :
- les sources d'eaux douces pauvres en bases ;
- les prairies à Jonc acutiflore ;
- les communautés amphibies ;
- la végétation des rivières oligotrophes acidiphiles ;
- les communautés à Reine des prés et communautés associées.

En périphérie de la ZNIEFF se trouvent des cultures et des villages.

## Faune

### Espèces animales déterminantes
Treize espèces déterminantes d'animaux ont été répertoriées sur cette ZNIEFF :
- deux insectes en 2004 et 2018 : l'Agrion de Mercure (Coenagrion mercuriale) et la Donacie vert d'eau (Donacia thalassina (sv)) ;
- quatre mammifères de 1992 à 2019 : le Chat sauvage (Felis silvestris), la Loutre d'Europe (Lutra lutra), le Muscardin (Muscardinus avellanarius) et la Noctule commune (Nyctalus noctula) ;
- quatre oiseaux en 1992 et 2019 : l'Autour des palombes (Accipiter gentilis), la Bondrée apivore (Pernis apivorus), le Bruant des roseaux (Emberiza schoeniclus) et la Rousserolle effarvatte (Acrocephalus scirpaceus) ;
- trois poissons en 1992 : l'Anguille d'Europe (Anguilla anguilla), le Bavard (Cottus perifretum) et la Truite fario (Salmo trutta).

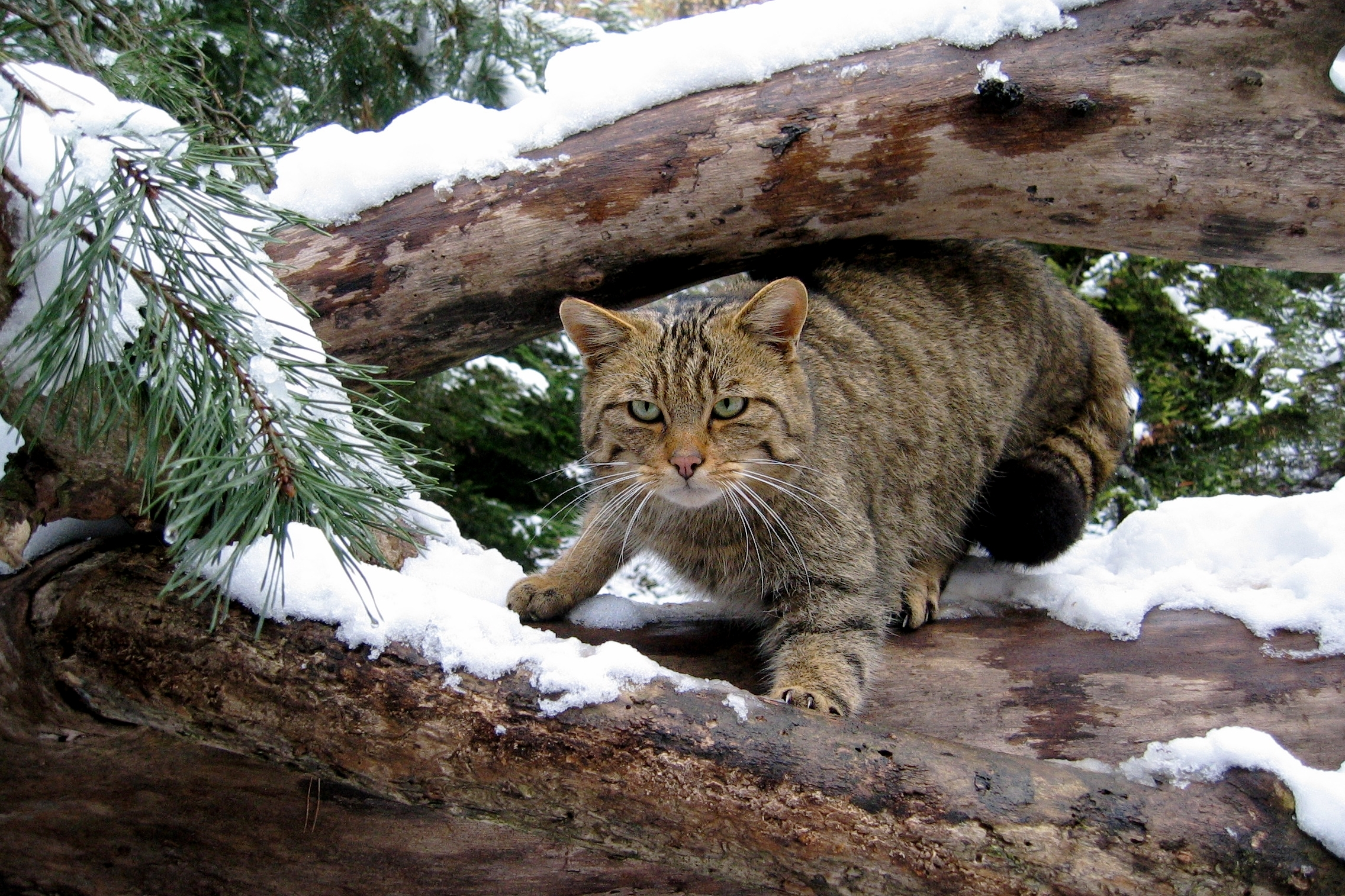
Chat sauvage.
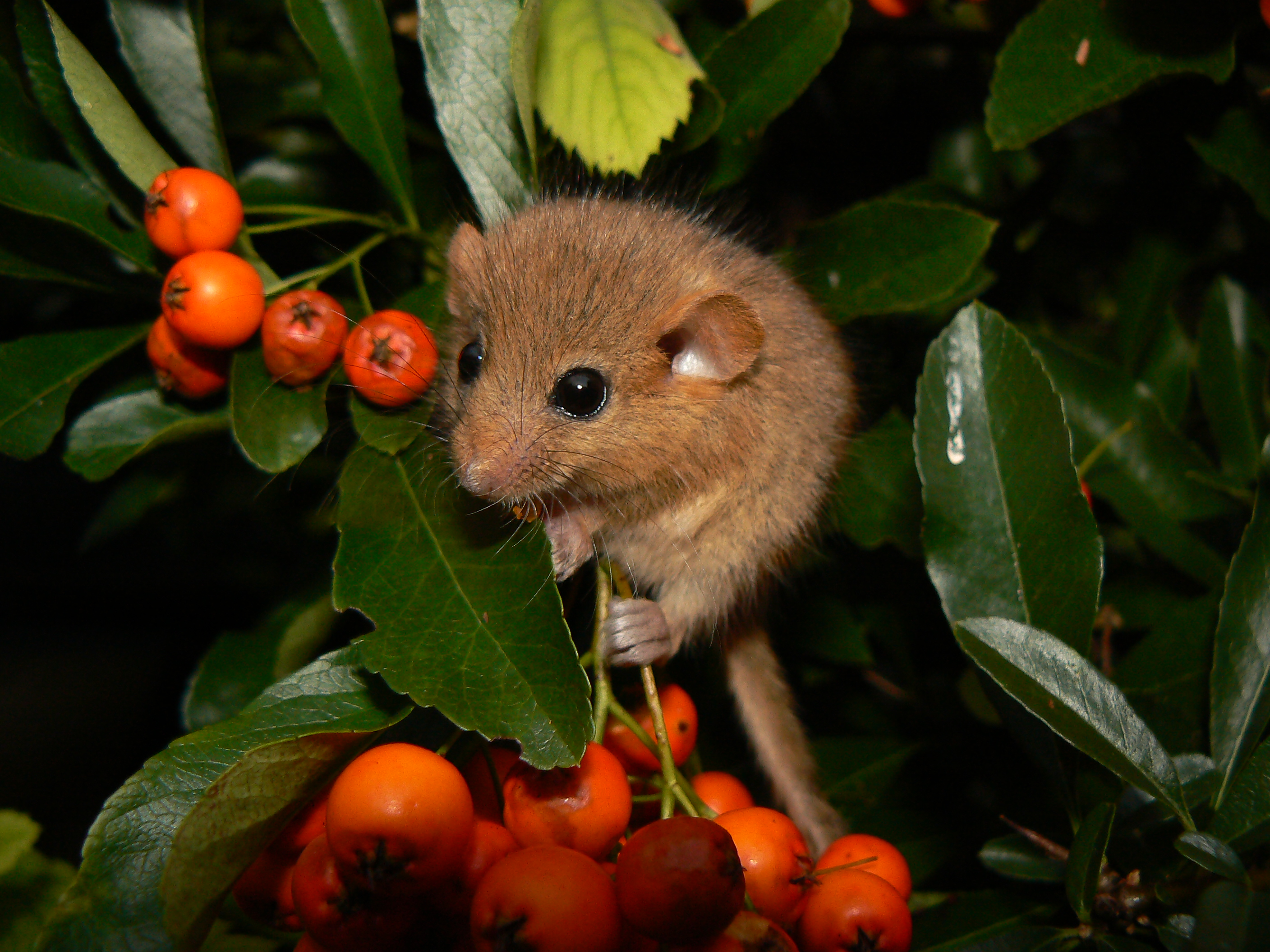
Muscardin.
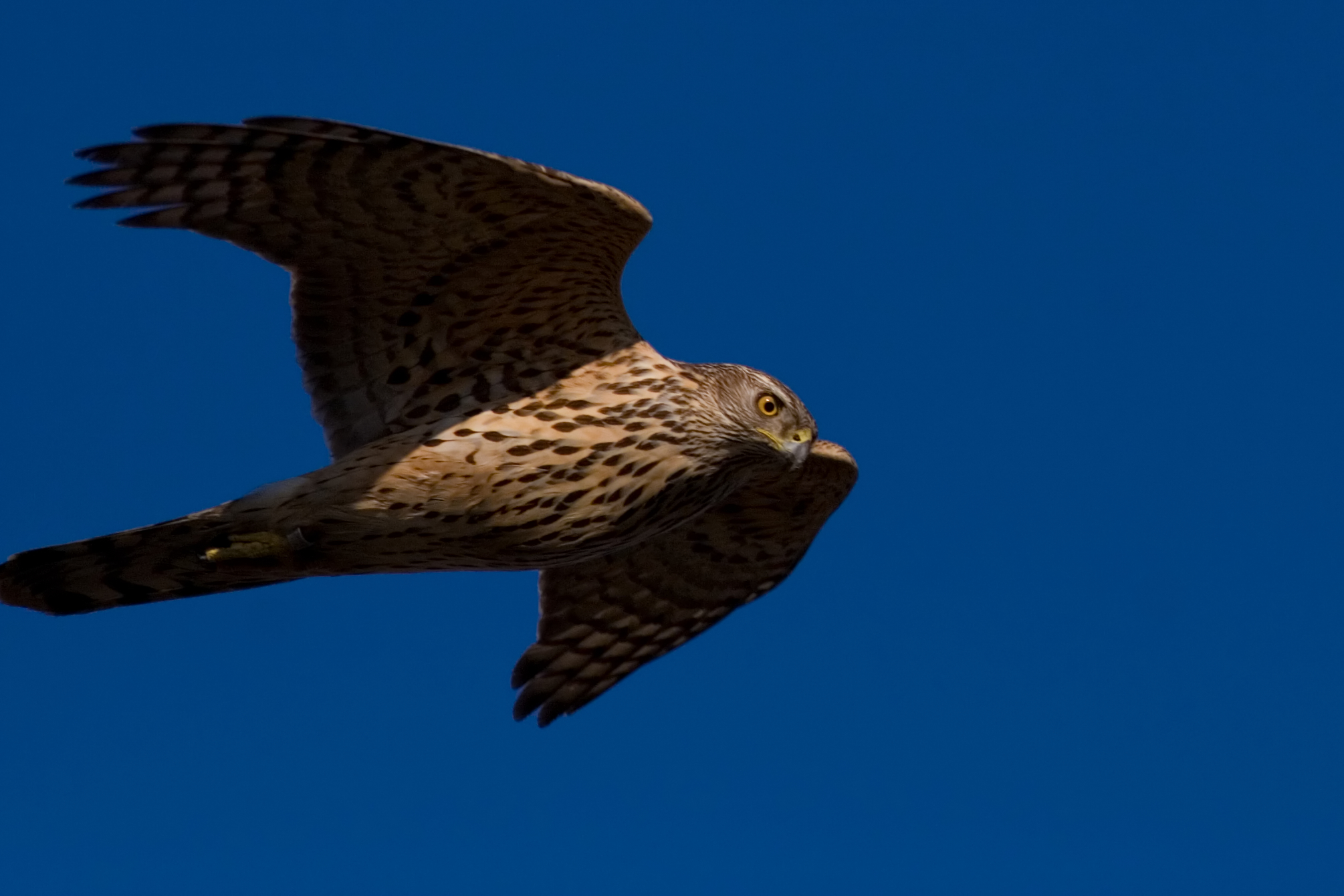
Autour des palombes en vol.
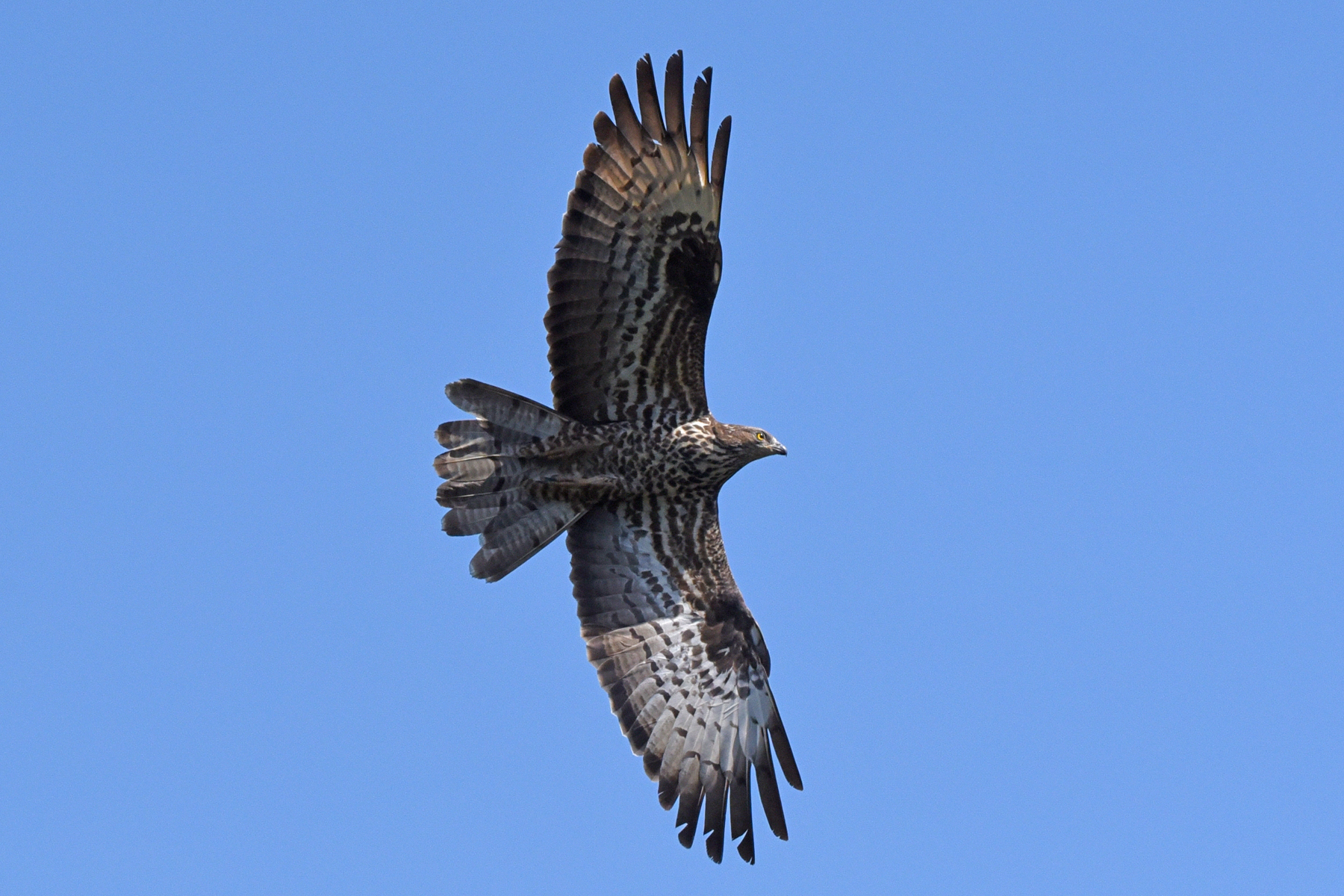
Bondrée apivore en vol.
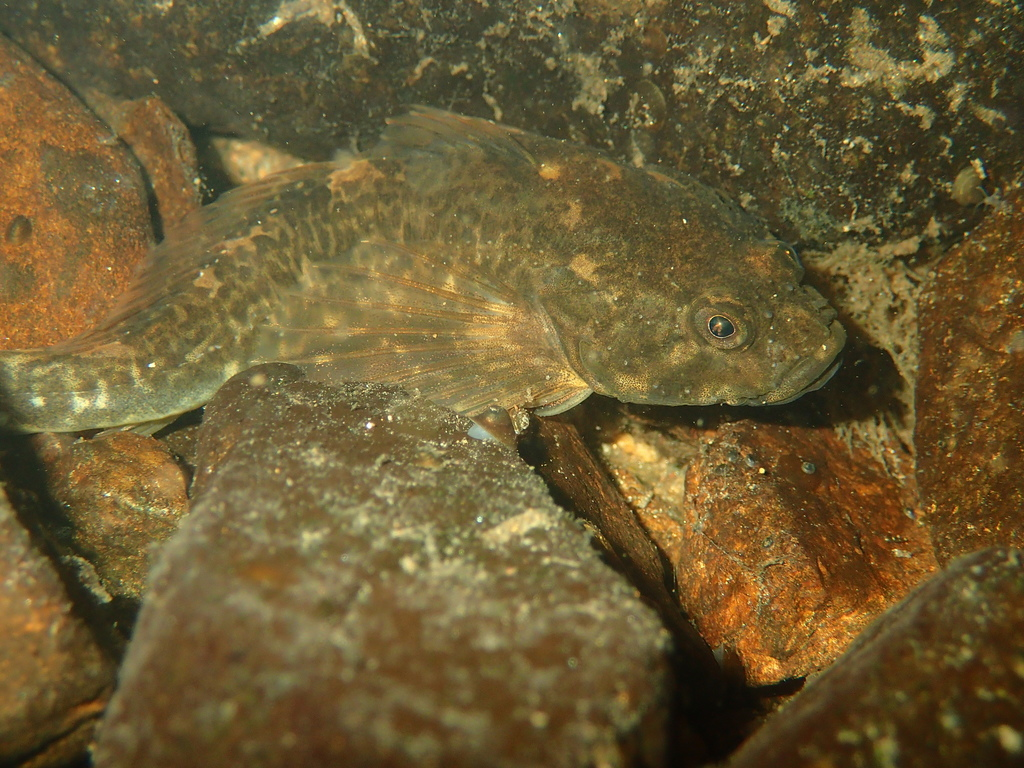
Bavard.

### Autres espèces animales
155 autres espèces animales y ont été recensées :
- six amphibiens de 1997 à 2019 : le Crapaud commun (Bufo bufo), la Grenouille agile (Rana dalmatina), la Grenouille rieuse (Pelophylax ridibundus), la Grenouille rousse (Rana temporaria), la Grenouille verte (Pelophylax kl. esculentus), et une autre espèce de Pelophylax répertoriée en 2019 ;
- 34 insectes dont :
  - six Coléoptères de 1993 à 2018 : la Cagoule noire Cryptocephalus moraei (pl), Cryptocephalus labiatus (no), Cryptocephalus rufipes (es), la Galéruque du nénuphar (Galerucella nymphaeae), l'Hoplie bleue (Hoplia coerulea) et Pelenomus olssoni (sv),
  - 25 Odonates de 1996 à 2019 : l'Agrion à larges pattes (Platycnemis pennipes), l'Agrion de Vander Linden (Erythromma lindenii), l'Agrion délicat (Ceriagrion tenellum), l'Agrion élégant (Ischnura elegans), l'Agrion jouvencelle (Coenagrion puella), l'Agrion nain (Ischnura pumilio), l'Agrion porte-coupe (Enallagma cyathigerum), l'Anax empereur (Anax imperator), le Caloptéryx vierge (Calopteryx virgo), le Cordulégastre annelé (Cordulegaster boltonii), la Cordulie bronzée (Cordulia aenea), le Gomphe gentil (Gomphus pulchellus), le Leste brun (Sympecma fusca), le Leste fiancé (Lestes sponsa), la Libellule à quatre taches (Libellula quadrimaculata), la Libellule déprimée (Libellula depressa), la Libellule écarlate (Crocothemis erythraea), la Naïade aux yeux rouges (Erythromma najas), l'Orthétrum à stylets blancs (Orthetrum albistylum), l'Orthétrum bleuissant (Orthetrum coerulescens), l'Orthétrum brun (Orthetrum brunneum), l'Orthétrum réticulé (Orthetrum cancellatum), la Petite nymphe au corps de feu (Pyrrhosoma nymphula), le Sympétrum rouge sang (Sympetrum sanguineum) et le Sympétrum strié (Sympetrum striolatum).
  - trois orthoptères en 1999 : la Courtilière (Gryllotalpa gryllotalpa), le Criquet des clairières (Chrysochraon dispar) et le Grillon champêtre (Gryllus campestris) ;
- 25 mammifères de 1990 à 2019 : la Barbastelle d'Europe (Barbastella barbastellus), le Campagnol fouisseur (Arvicola scherman), le Chevreuil (Capreolus capreolus), l’Écureuil roux (Sciurus vulgaris), le Grand campagnol  (Arvicola amphibius), le Grand murin (Myotis myotis), la Grande noctule (Nyctalus lasiopterus), le Hérisson commun (Erinaceus europaeus), le Murin à moustaches (Myotis mystacinus), le Murin à oreilles échancrées (Myotis emarginatus ), le Murin d'Alcathoé (Myotis alcathoe), le Murin de Bechstein (Myotis bechsteinii), le Murin de Brandt (Myotis brandtii), le Murin de Daubenton (Myotis daubentonii), le Murin de Natterer (Myotis nattereri), la Noctule de Leisler (Nyctalus leisleri), l'Oreillard gris (Plecotus austriacus), l'Oreillard roux (Plecotus auritus), la Pipistrelle commune (Pipistrellus pipistrellus), la Pipistrelle de Kuhl (Pipistrellus kuhlii), la Pipistrelle de Nathusius (Pipistrellus nathusii), le Ragondin (Myocastor coypus), le Rat musqué (Ondatra zibethicus), le Renard roux (Vulpes vulpes) et la Taupe d'Europe (Talpa europaea) ;
- 81 oiseaux de 1992 à 2019 : l'Aigle botté (Hieraaetus pennatus), l'Alouette des champs (Alauda arvensis), la Bécassine des marais (Gallinago gallinago), la Bécasse des bois (Scolopax rusticola), la Bergeronnette des ruisseaux (Motacilla cinerea), la Bergeronnette grise (Motacilla alba), la Bergeronnette printanière (Motacilla flava), le Bouvreuil pivoine (Pyrrhula pyrrhula), le Bruant jaune (Emberiza citrinella), le Busard Saint-Martin (Circus cyaneus), la Buse variable (Buteo buteo), le Canard chipeau (Mareca strepera), le Canard colvert (Anas platyrhynchos), le Canard souchet (Spatula clypeata), le Chardonneret élégant (Carduelis carduelis), le Chevalier cul-blanc (Tringa ochropus), le Chevalier guignette  (Actitis hypoleucos ), la Chouette effraie (Tyto alba), la Chouette hulotte (Strix aluco), la Cisticole des joncs (Cisticola juncidis), le Corbeau freux (Corvus frugilegus), la Corneille noire (Corvus corone), le Coucou gris (Cuculus canorus), l'Étourneau sansonnet (Sturnus vulgaris), le Faucon crécerelle (Falco tinnunculus), le Faucon hobereau (Falco subbuteo), la Fauvette à tête noire (Sylvia atricapilla), la Fauvette des jardins (Sylvia borin), la Foulque macroule (Fulica atra), le Fuligule milouin (Aythya ferina), le Fuligule morillon (Aythya fuligula), la Gallinule poule d'eau (Gallinula chloropus), le Geai des chênes (Garrulus glandarius), le Gobemouche noir (Ficedula hypoleuca), le Grèbe castagneux (Tachybaptus ruficollis), le Grèbe huppé (Podiceps cristatus), le Grimpereau des jardins (Certhia brachydactyla), la Grive litorne (Turdus pilaris), la Grive musicienne (Turdus philomelos), le Héron cendré (Ardea cinerea), l'Hirondelle de fenêtre (Delichon urbicum), l'Hirondelle de rivage (Riparia riparia), l'Hirondelle rustique (Hirundo rustica), l'Hypolaïs polyglotte (Hippolais polyglotta), la Locustelle tachetée (Locustella naevia), le Loriot d'Europe (Oriolus oriolus), le Martin-pêcheur d'Europe (Alcedo atthis), le Martinet noir (Apus apus), le Merle noir (Turdus merula), la Mésange à longue queue (Aegithalos caudatus), la Mésange bleue (Cyanistes caeruleus), la Mésange charbonnière (Parus major), la Mésange nonnette (Poecile palustris), le Milan noir (Milvus migrans), le Milan royal (Milvus milvus), le Moineau domestique (Passer domesticus), l'Oie cendrée (Anser anser), le Pic épeiche (Dendrocopos major), le Pic épeichette (Dryobates minor), le Pic mar (Dendrocoptes medius), le Pic noir (Dryocopus martius), le Pic vert (Picus viridis), la Pie-grièche écorcheur (Lanius collurio), le Pigeon ramier (Columba palumbus), le Pinson des arbres (Fringilla coelebs), le Pinson du Nord (Fringilla montifringilla), le Pipit des arbres (Anthus trivialis), le Pipit farlouse (Anthus pratensis), le Pouillot véloce (Phylloscopus collybita), le Râle d'eau (Rallus aquaticus), le Rossignol philomèle (Luscinia megarhynchos), le Rouge-gorge familier (Erithacus rubecula), la Sarcelle d'hiver (Anas crecca), la Sittelle torchepot (Sitta europaea), le Tarier des prés (Saxicola rubetra), le Tarier pâtre (Saxicola rubicola), le Tarin des aulnes (Spinus spinus), la Tourterelle des bois (Streptopelia turtur), le Troglodyte mignon (Troglodytes troglodytes), le Vanneau huppé (Vanellus vanellus) et le Verdier d'Europe (Chloris chloris) ;
- six poissons en 1992 et 1999 : la Carpe commune (Cyprinus carpio), le Chabot commun (Cottus gobio), la Loche franche (Barbatula barbatula), la Perche commune (Perca fluviatilis), la Tanche (Tinca tinca) et le Vairon (Phoxinus phoxinus) ;
- trois reptiles de 2017 à 2019 : la Couleuvre helvétique (Natrix helvetica), le Lézard des murailles (Podarcis muralis) et le Lézard vert occidental (Lacerta bilineata).

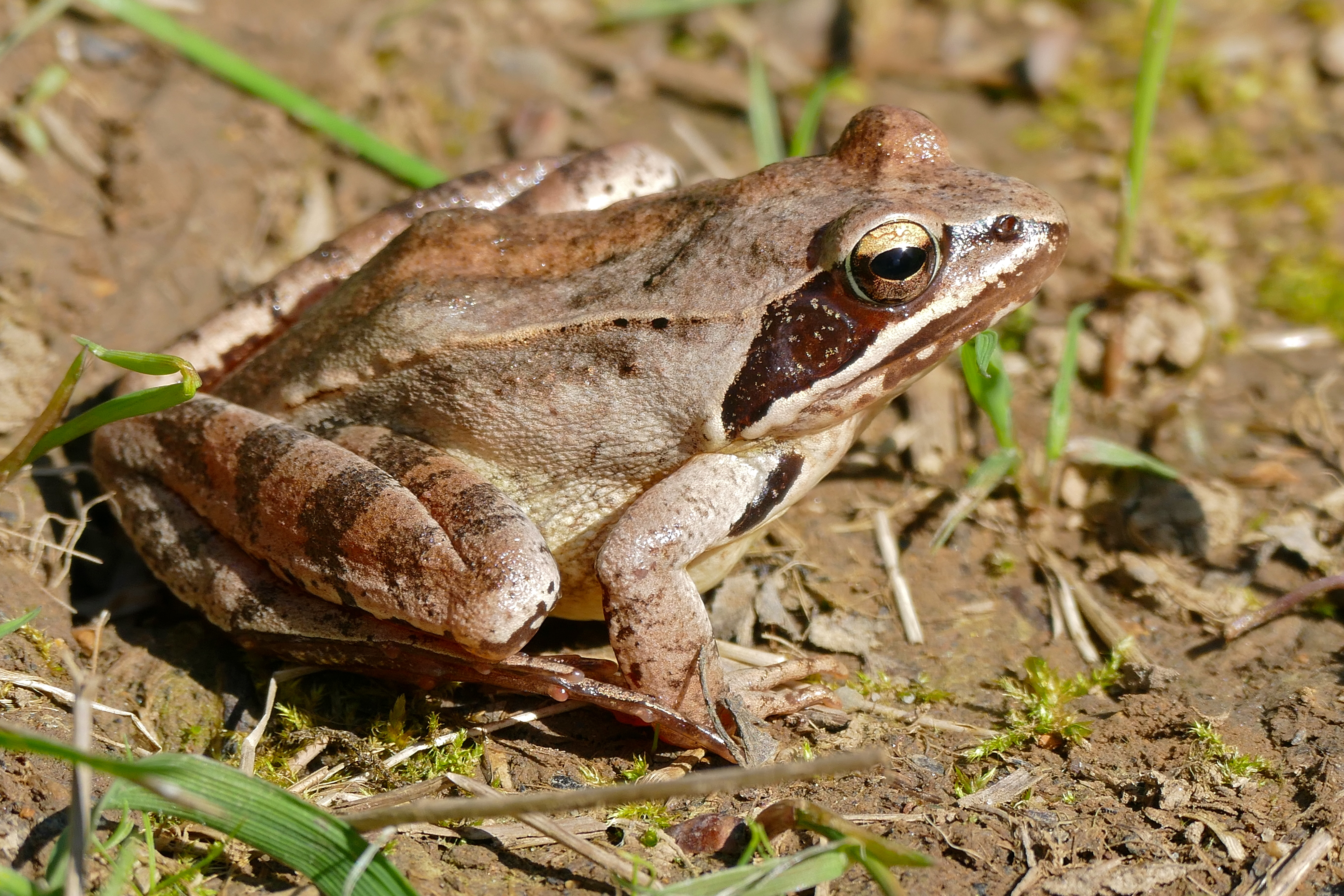
Grenouille agile.
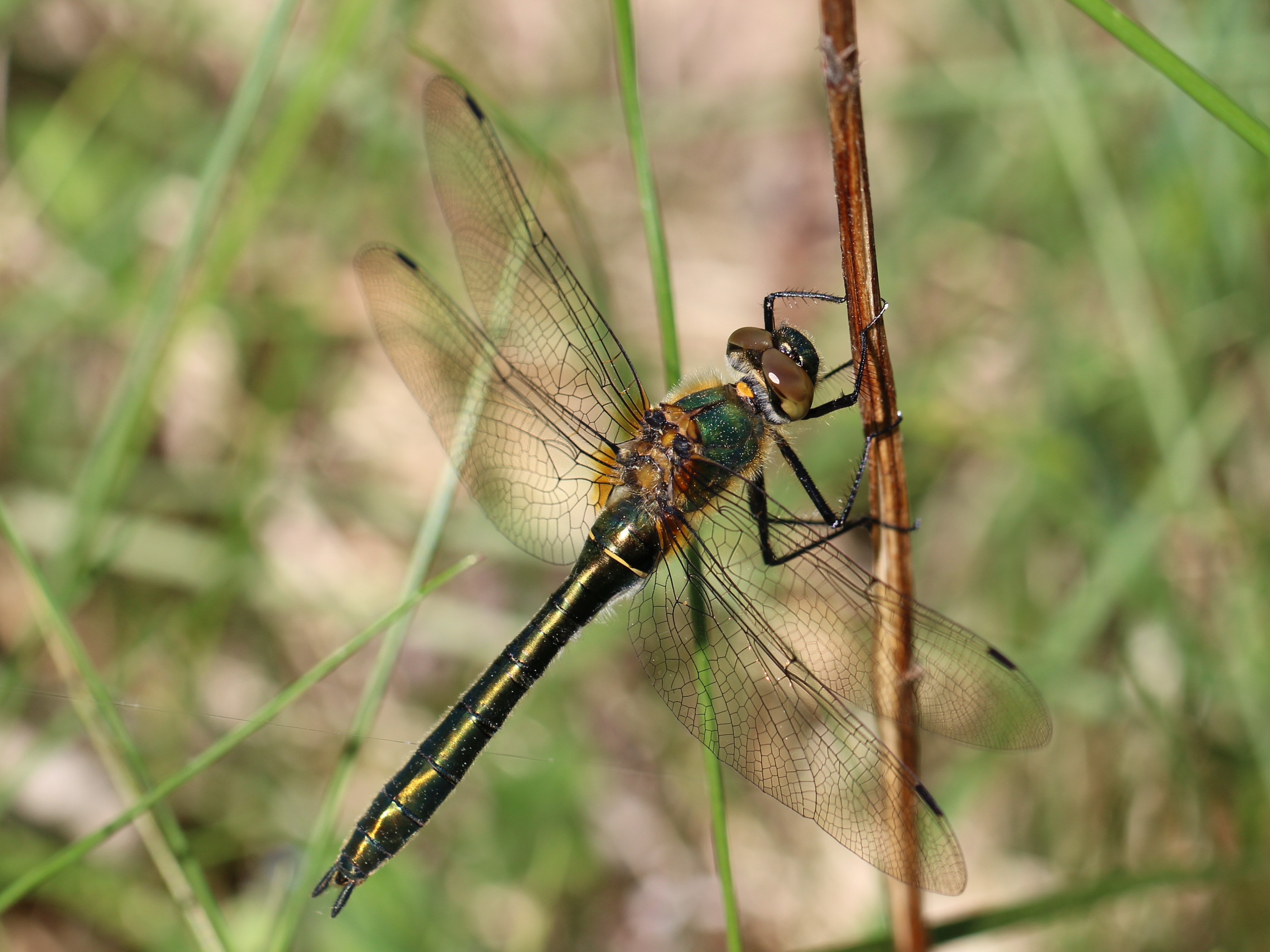
Cordulie bronzée.
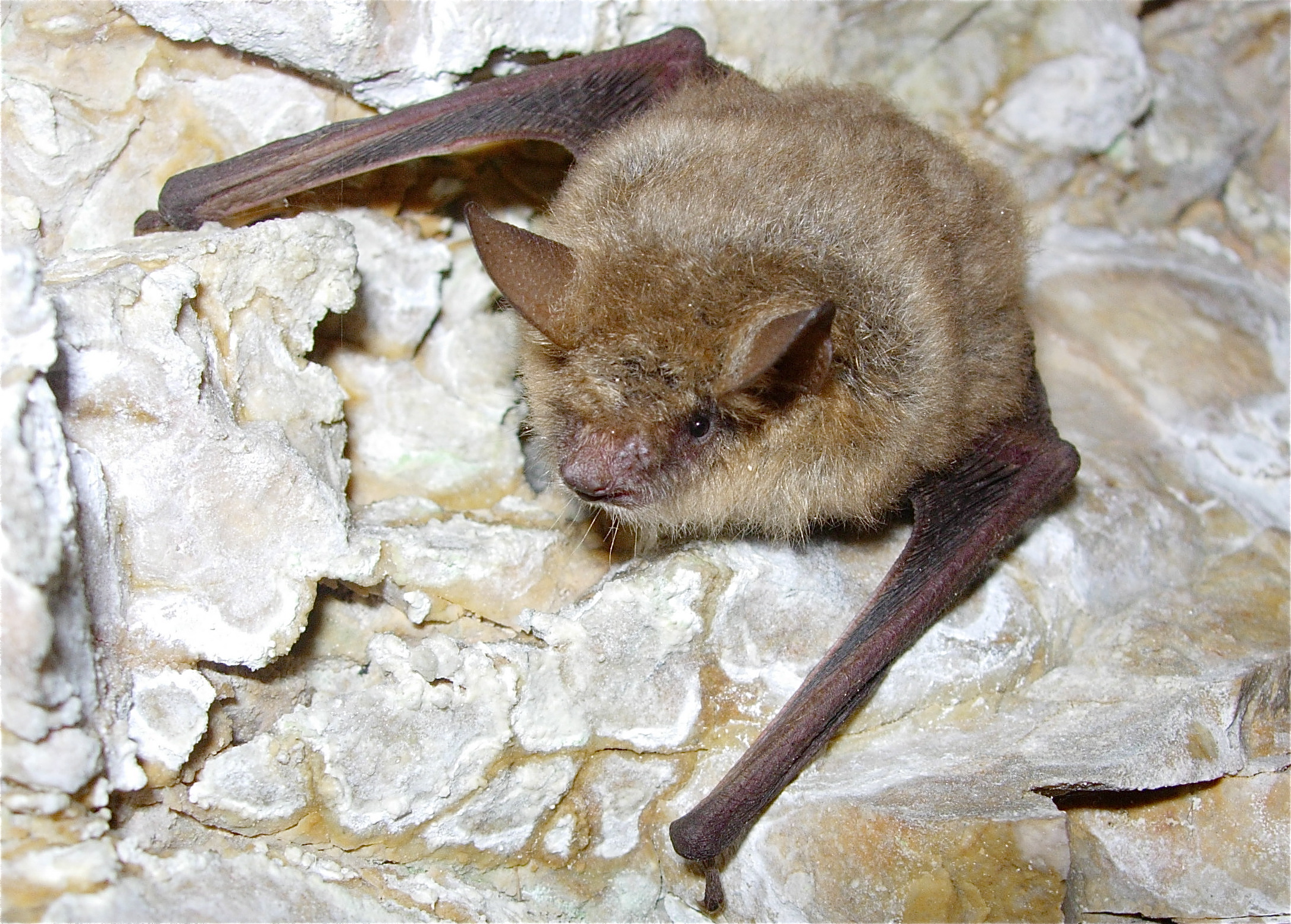
Murin à oreilles échancrées.
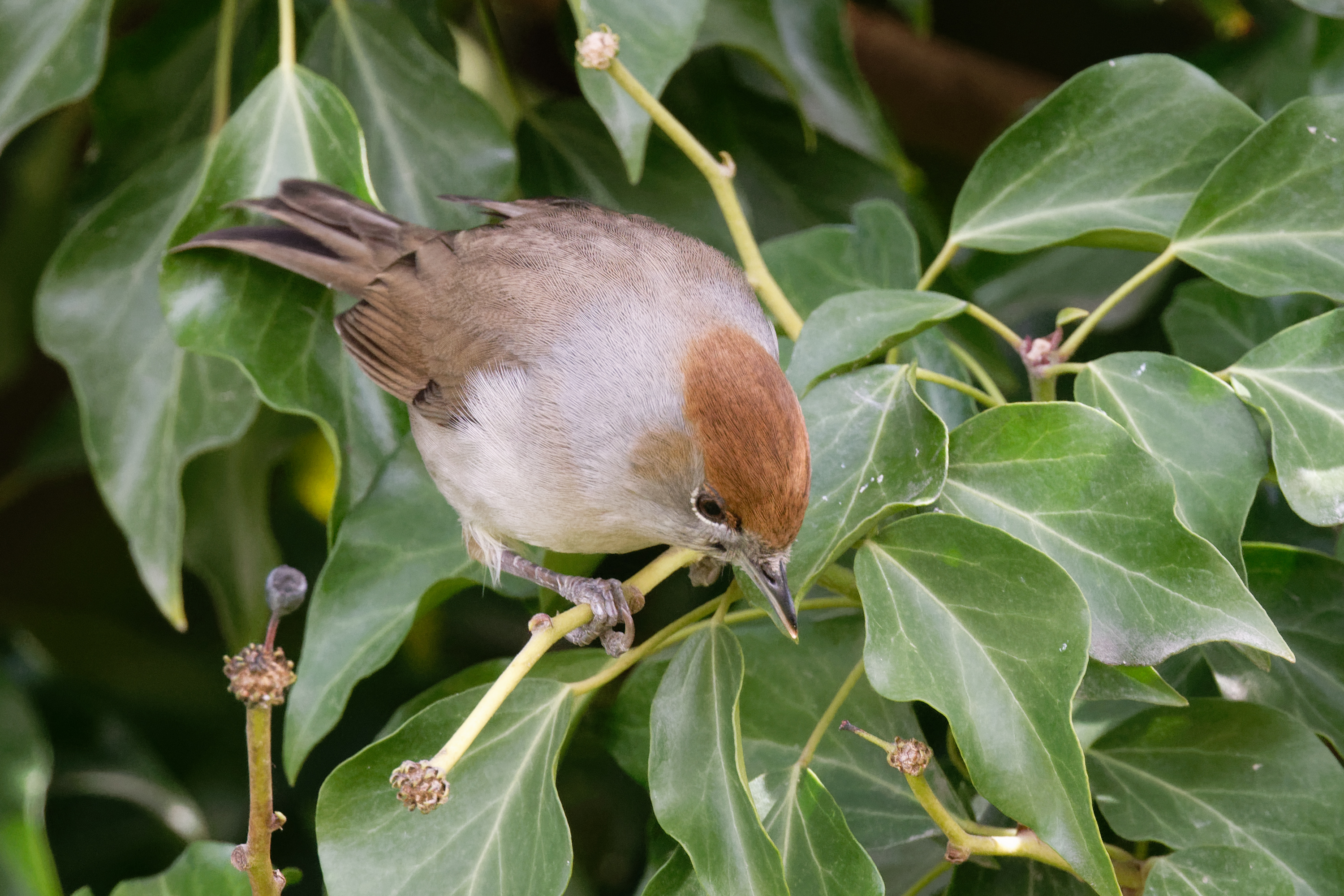
Fauvette à tête noire femelle.
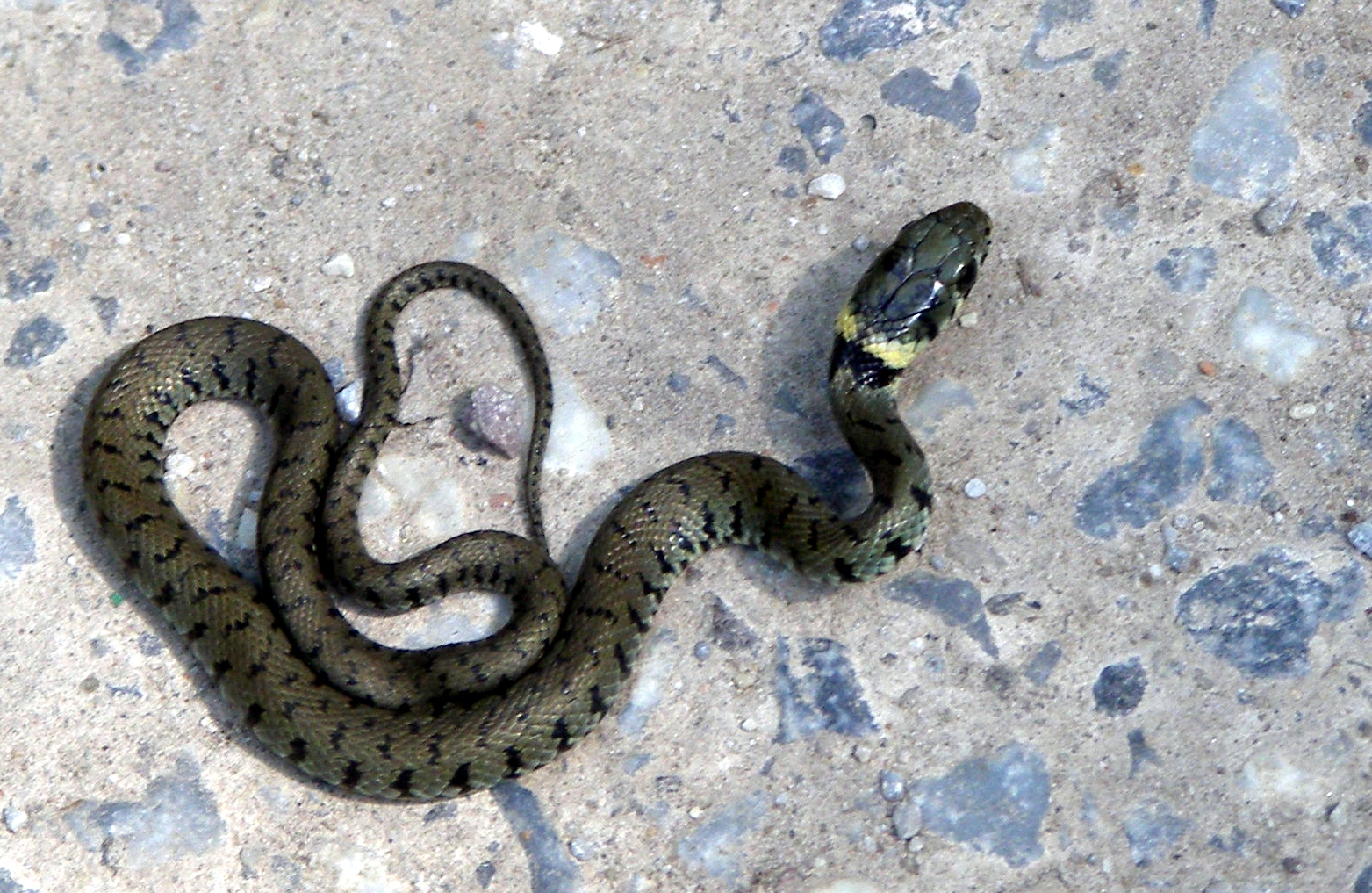
Couleuvre helvétique.

### Protection de la faune
Parmi les amphibiens présents dans la ZNIEFF, trois espèces sont protégées au titre de la directive habitats de l'Union européenne : la Grenouille agile, la Grenouille rousse  et la Grenouille verte ; elles sont donc protégées sur l'ensemble du territoire français, de même que les autres espèces de la ZNIEFF.
Parmi les insectes, l'Agrion de Mercure est protégé au titre de la directive habitats de l'Union européenne et donc sur l'ensemble du territoire français.
Parmi les mammifères, dix-neuf espèces sont protégées au titre de la directive habitats de l'Union européenne : les dix-sept espèces de chauves-souris ainsi que la Loutre d'Europe et le Muscardin. Elles sont donc protégées sur l'ensemble du territoire français.
Neuf espèces d'oiseaux sont protégées au titre de la directive Oiseaux de l'Union européenne : l'Aigle botté, la Bondrée apivore, le Busard-Saint-Martin, le Martin-pêcheur d'Europe, le Milan noir, le Milan royal, le Pic mar, le Pic noir et la Pie-grièche écorcheur ; elles sont donc protégées sur l'ensemble du territoire français, de même que 47 autres espèces : l'Autour des palombes, la Bergeronnette des ruisseaux, la Bergeronnette grise, la Bergeronnette printanière, la Bondrée apivore, le Bouvreuil pivoine, le Bruant des roseaux, le Bruant jaune, la Buse variable, le Chardonneret élégant, le Chevalier cul-blanc, le Chevalier guignette, la Chouette effraie, la Chouette hulotte, la Cisticole des joncs, le Coucou gris, le Faucon crécerelle, le Faucon hobereau, la Fauvette à tête noire, la Fauvette des jardins, le Gobemouche noir, le Grèbe castagneux, le Grèbe huppé, le Grimpereau des jardins, le Héron cendré, l'Hirondelle de rivage, l'Hirondelle rustique, l'Hypolaïs polyglotte, la Locustelle tachetée, le Loriot d'Europe, le Martinet noir, la Mésange à longue queue, la Mésange charbonnière, le Moineau domestique, le Pic épeiche, le Pic épeichette, le Pic vert, le Pinson des arbres, le Pinson du Nord, le Pipit des arbres, le Pipit farlouse, le Pouillot véloce, le Rossignol philomèle, le Rouge-gorge familier, la Rousserolle effarvatte, la Sittelle torchepot, le Tarier des prés et le Troglodyte mignon.
Deux espèces de reptiles sont protégées au titre de la directive habitats de l'Union européenne : le Lézard des murailles et le Lézard vert occidental ; elles sont donc protégées sur l'ensemble du territoire français, de même que la Couleuvre hevétique.

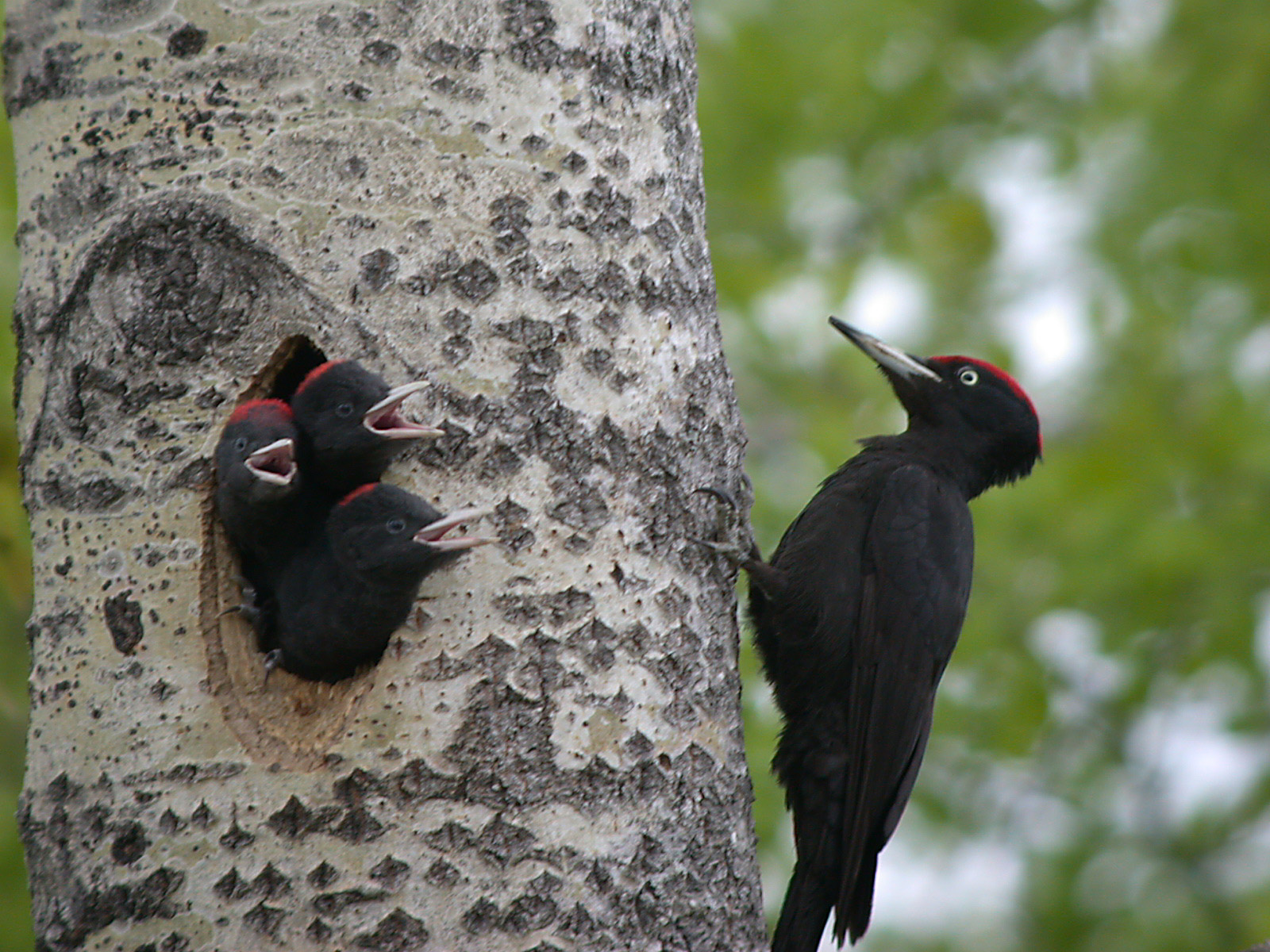
Pics noirs (trois jeunes et un adulte mâle).
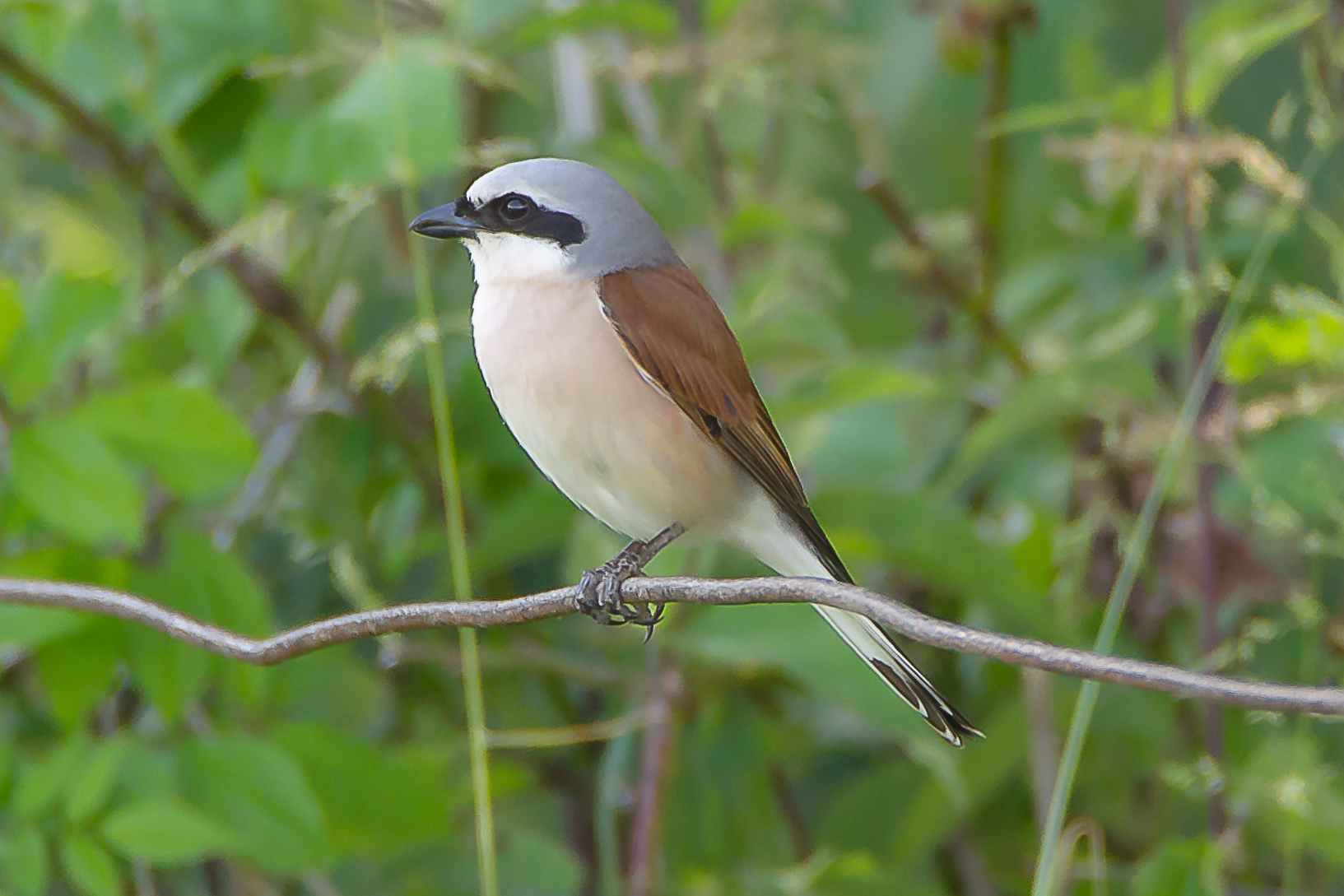
Pie-grièche écorcheur mâle.
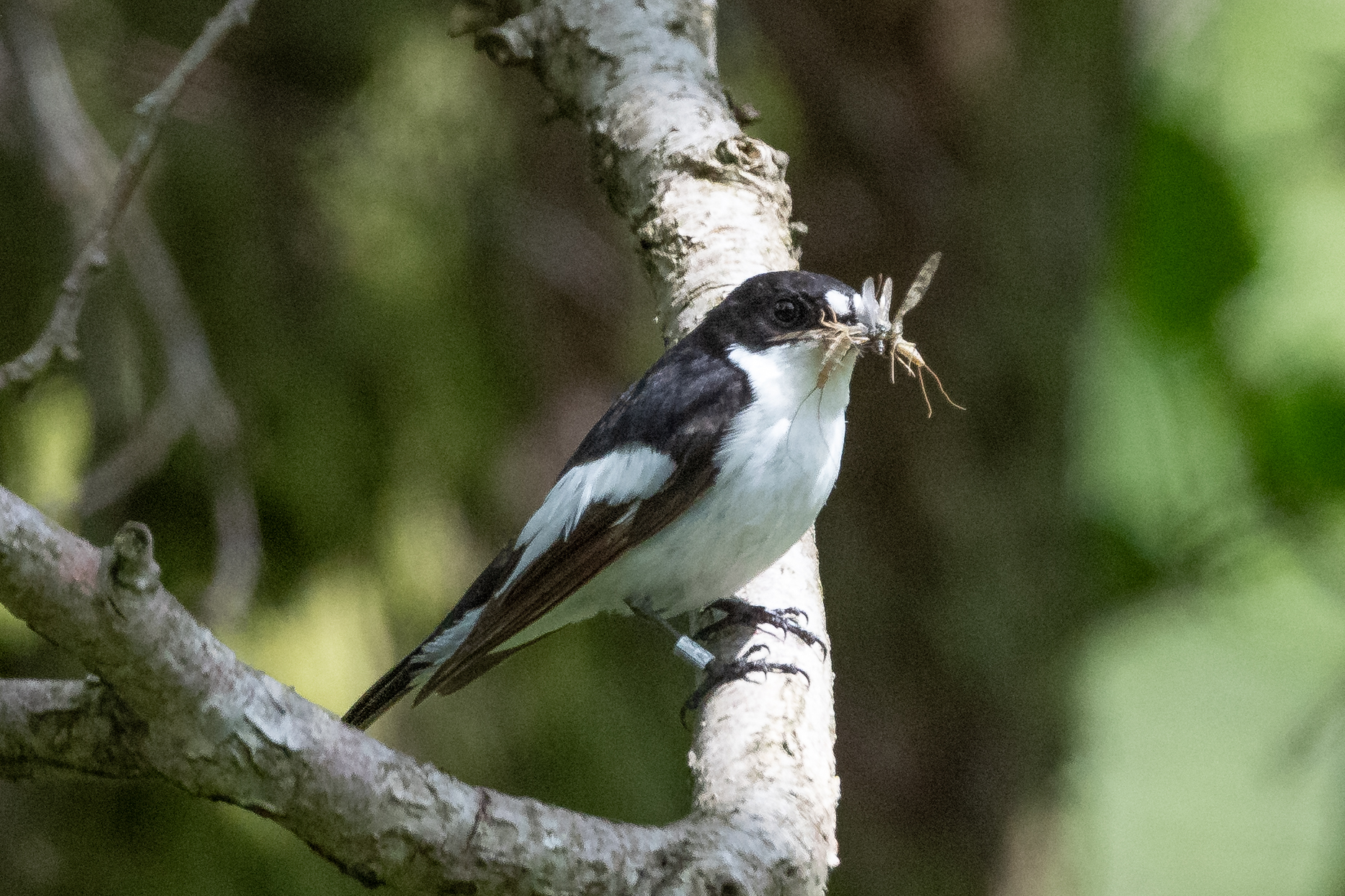
Gobemouche noir mâle.
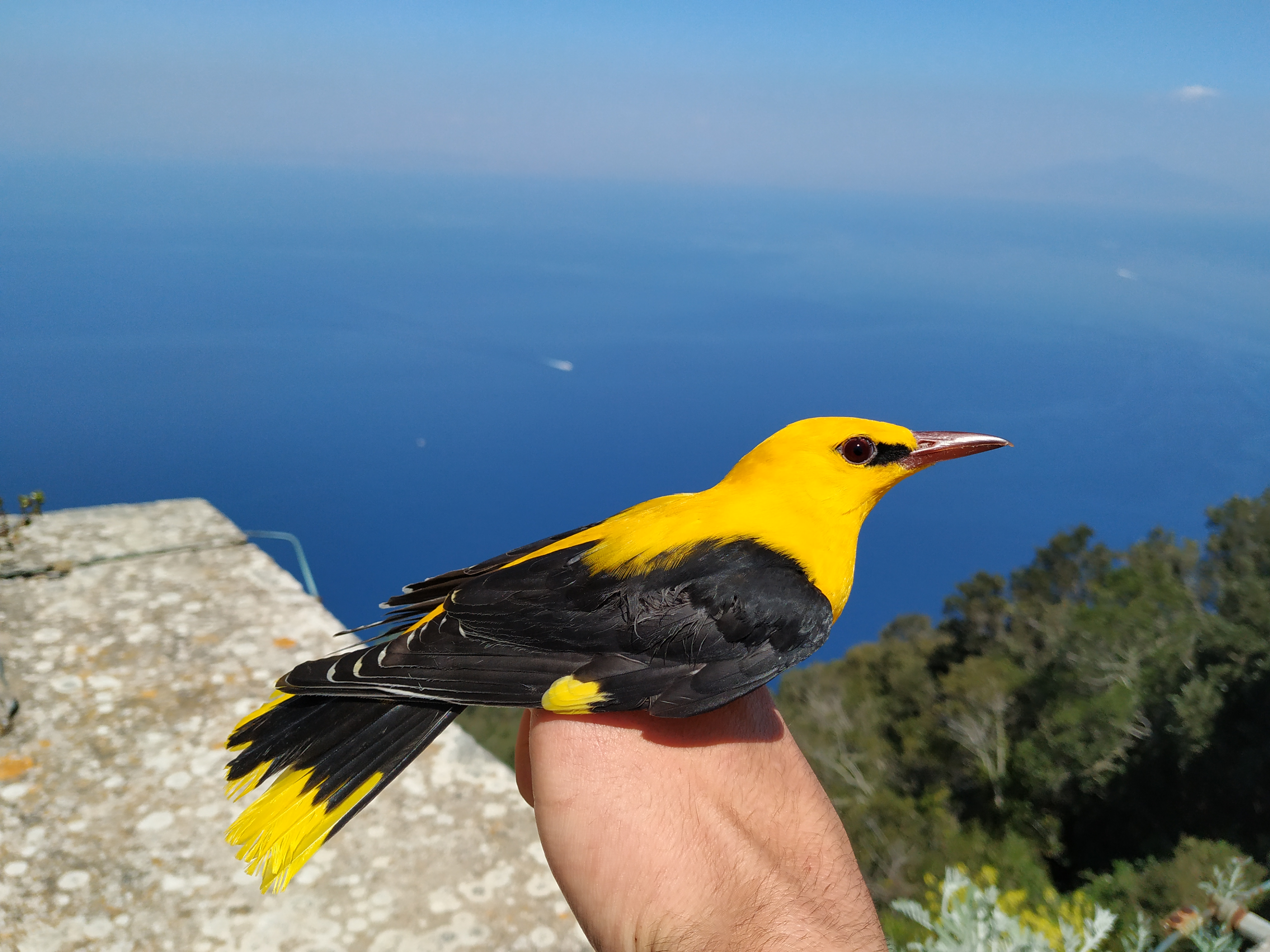
Loriot d'Europe mâle.
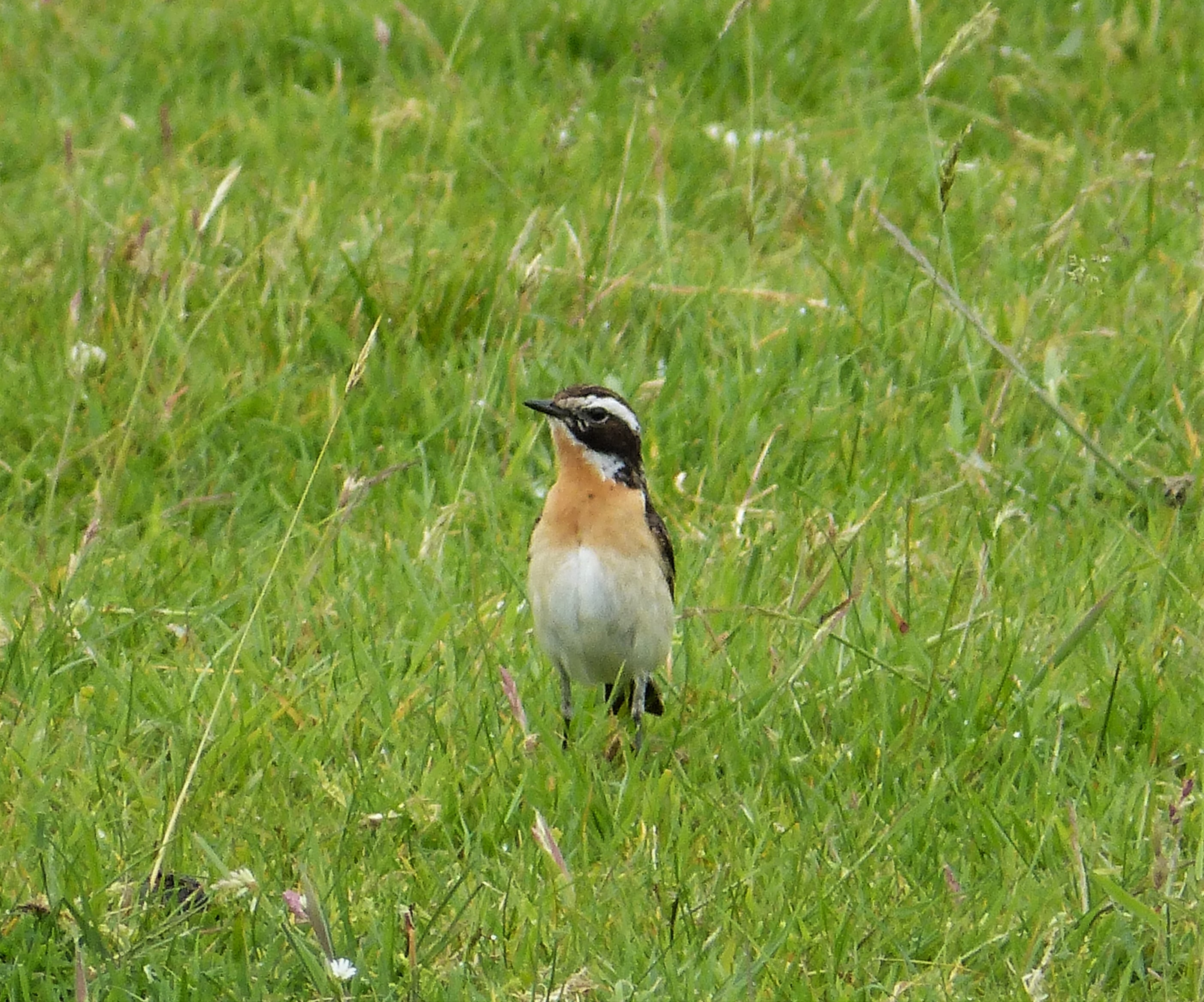
Tarier des prés mâle.

## Flore

### Espèces végétales déterminantes
Six espèces déterminantes de plantes phanérogames ont été répertoriées dans la ZNIEFF en 2004, 2011 et 2020 : le Flûteau nageant (Luronium natans), le Flûteau rampant Baldellia repens (sv), la Littorelle à une fleur  (Littorella uniflora ), la Petite renouée (Persicaria minor (de)), la Renoncule de Lenormand Ranunculus omiophyllus) (nl) et le Scirpe épingle (Eleocharis acicularis).

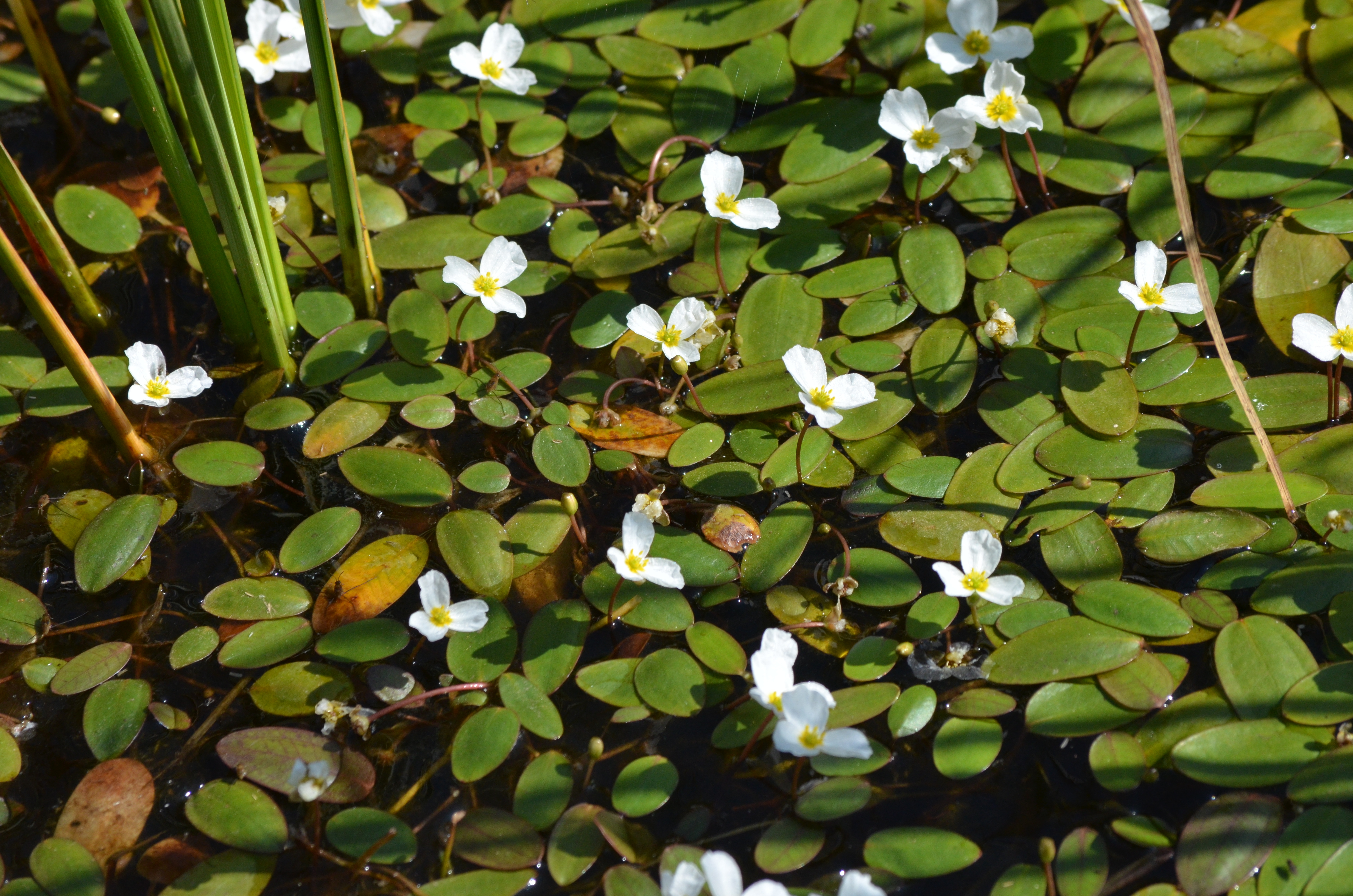
Flûteaux nageants.
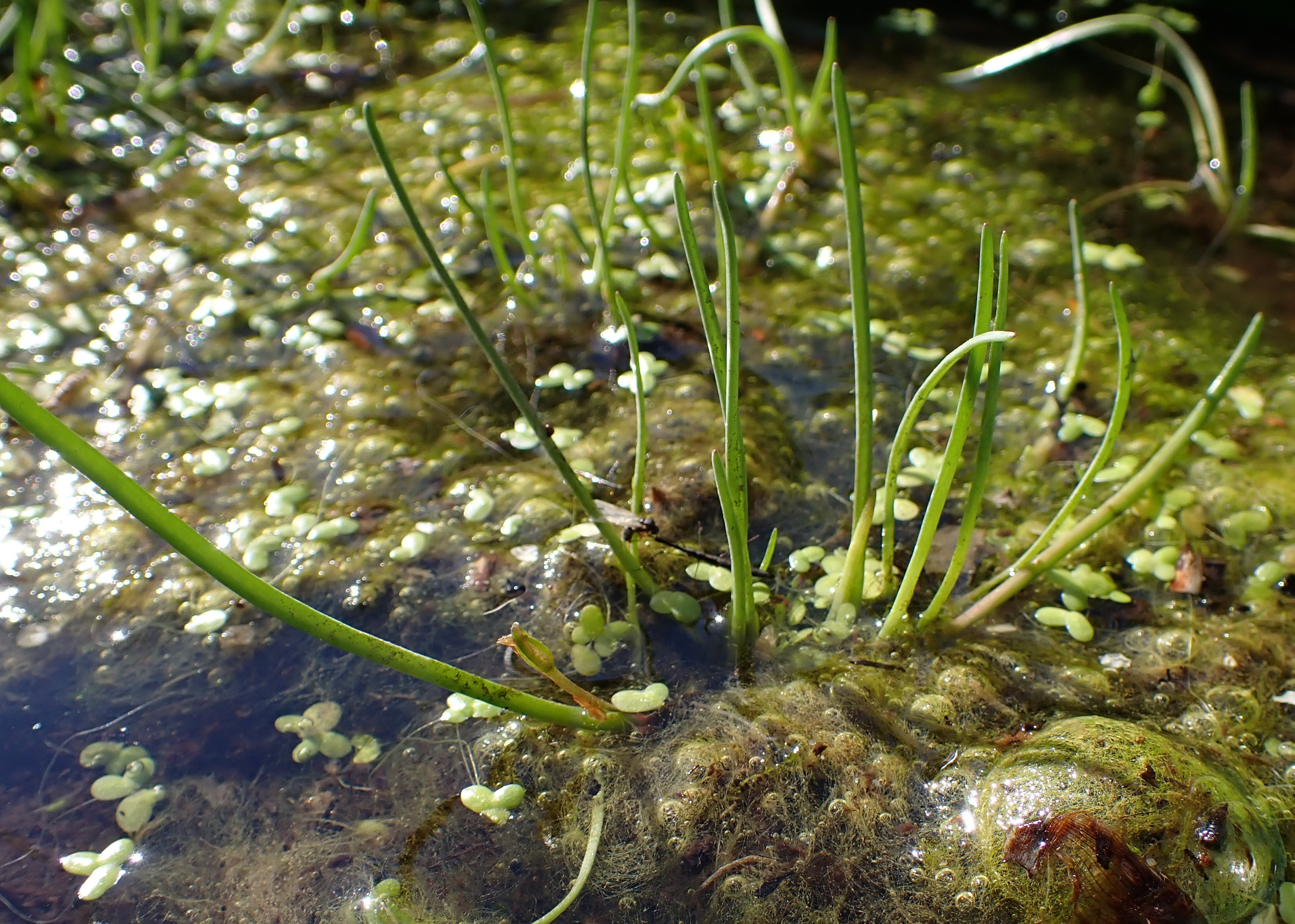
Littorelle à une fleur.
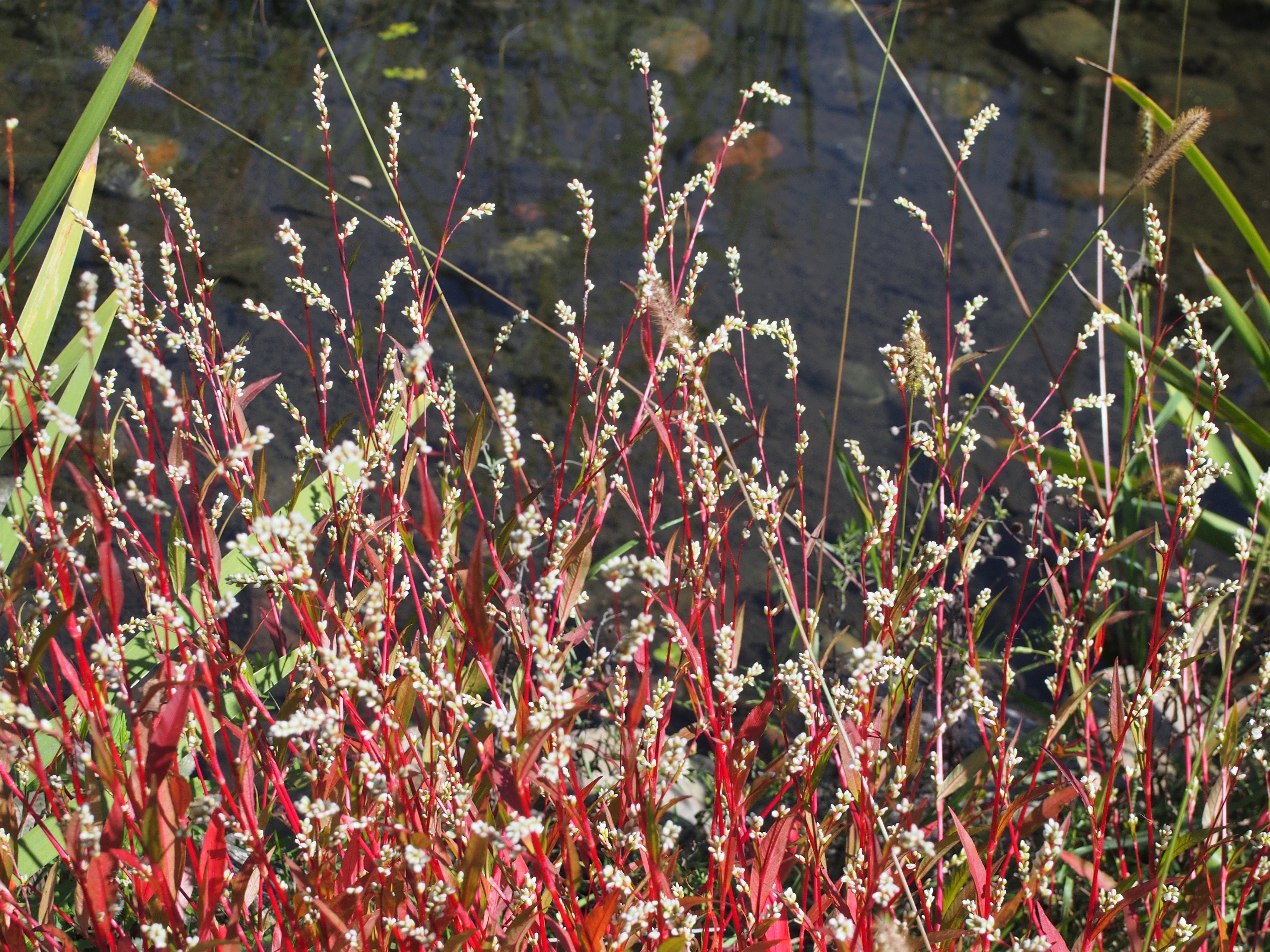
Petites renouées en fleurs.
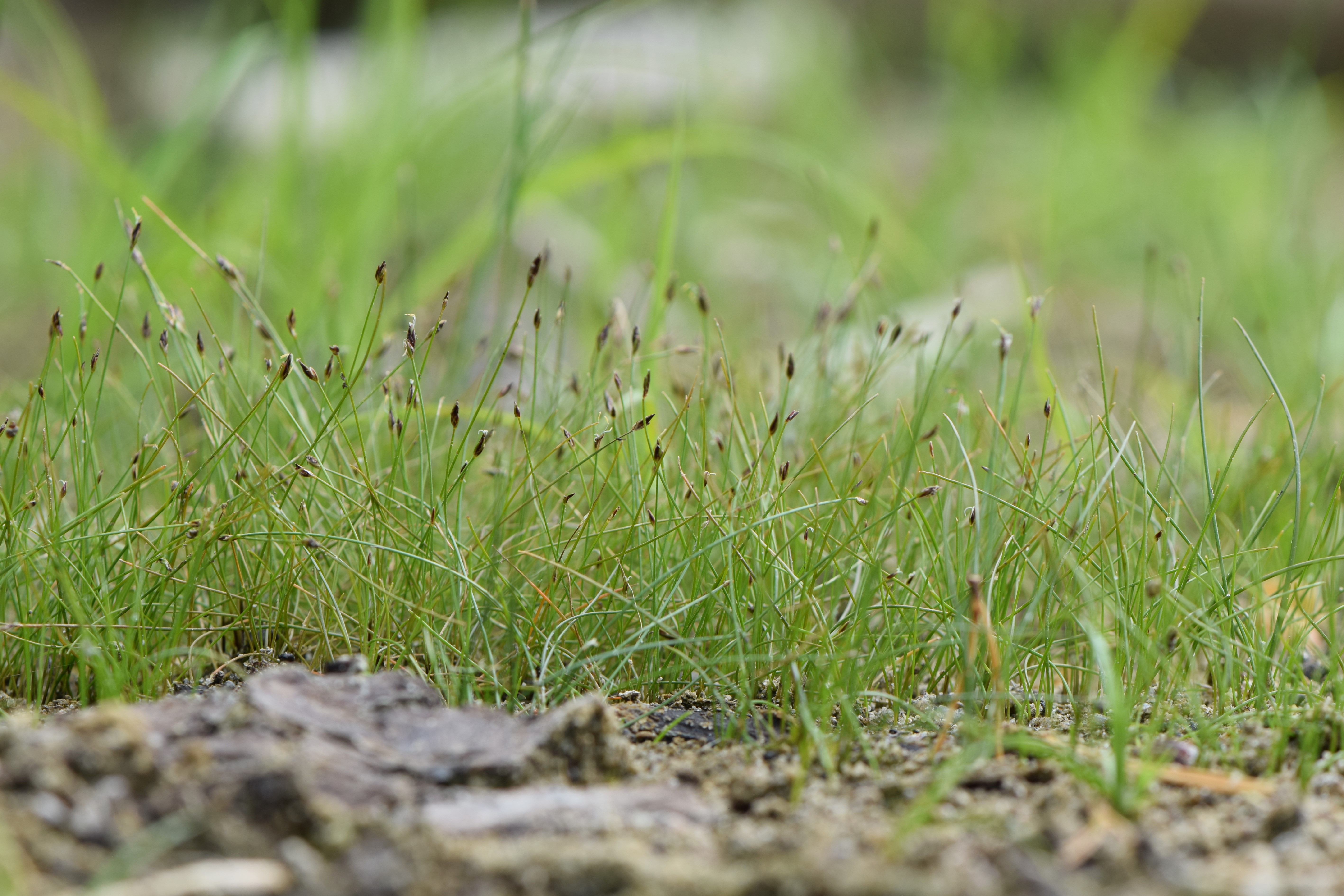
Scirpes épingles.

### Autres espèces végétales
Outre les espèces végétales déterminantes déjà mentionnées, sept autres espèces de phanérogames ont été recensées sur la ZNIEFF entre 1969 et 2020 : l'Achillée sternutatoire (Achillea ptarmica), le Carum verticillé (Trocdaris verticillatum), le Cirse d'Angleterre (Cirsium dissectum), le Myosotis cespiteux Myosotis laxa, le Potamot à feuilles de graminée (Potamogeton gramineus), la Renoncule scélérate (Ranunculus sceleratus) et la Véronique en écus (Veronica scutellata).

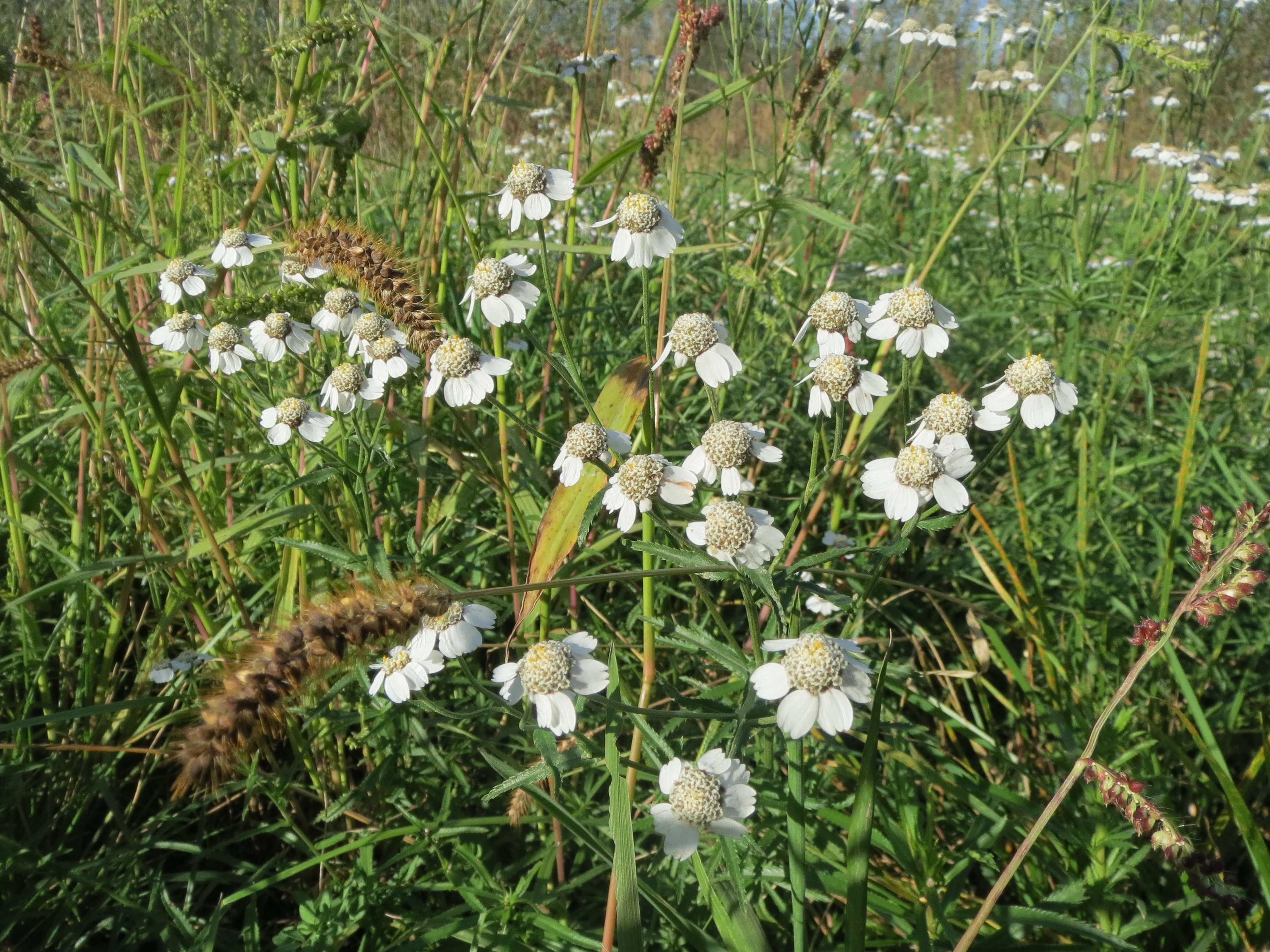
Achillées sternutatoires.
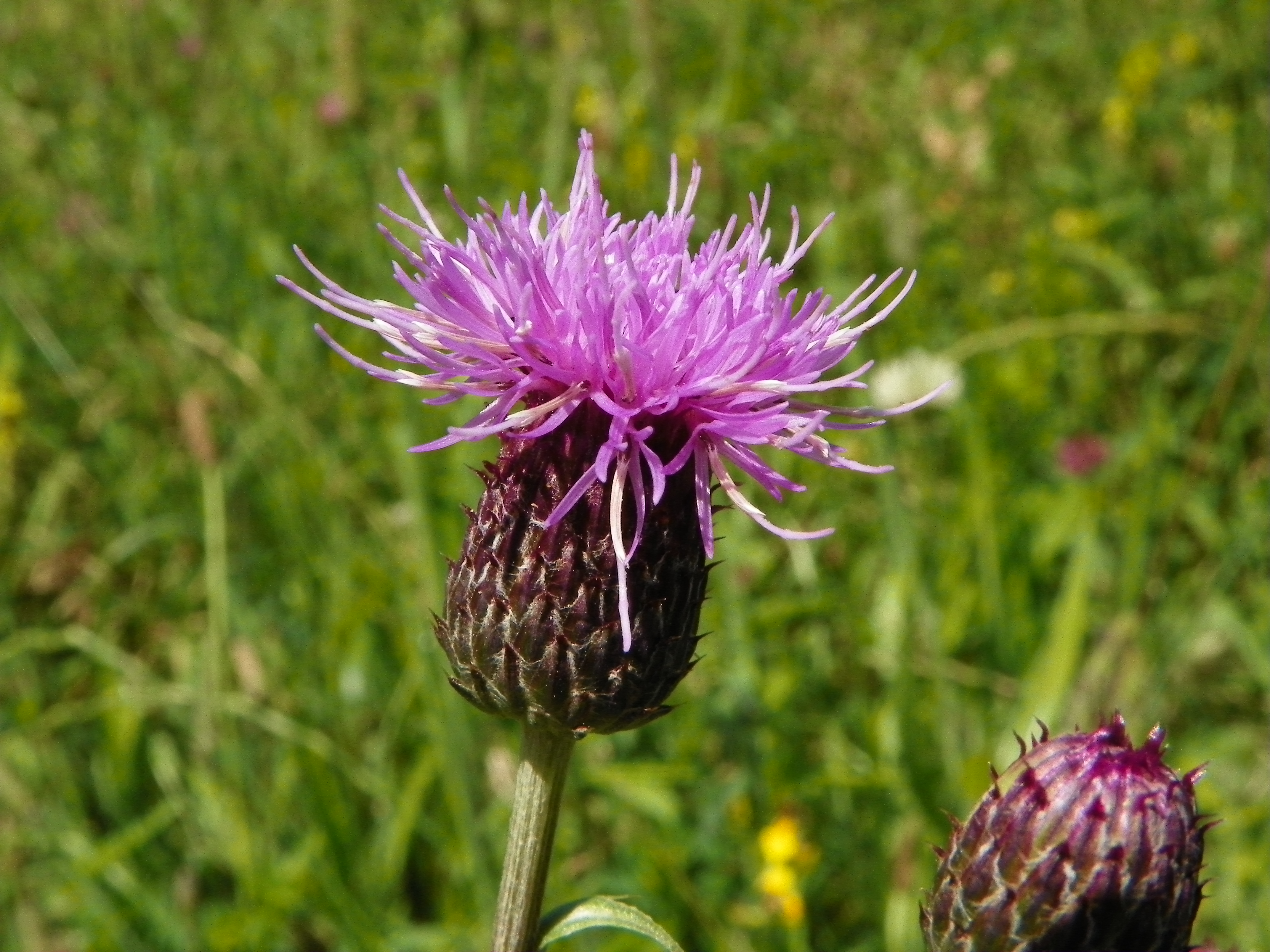
Fleur de Cirse d'Angleterre.
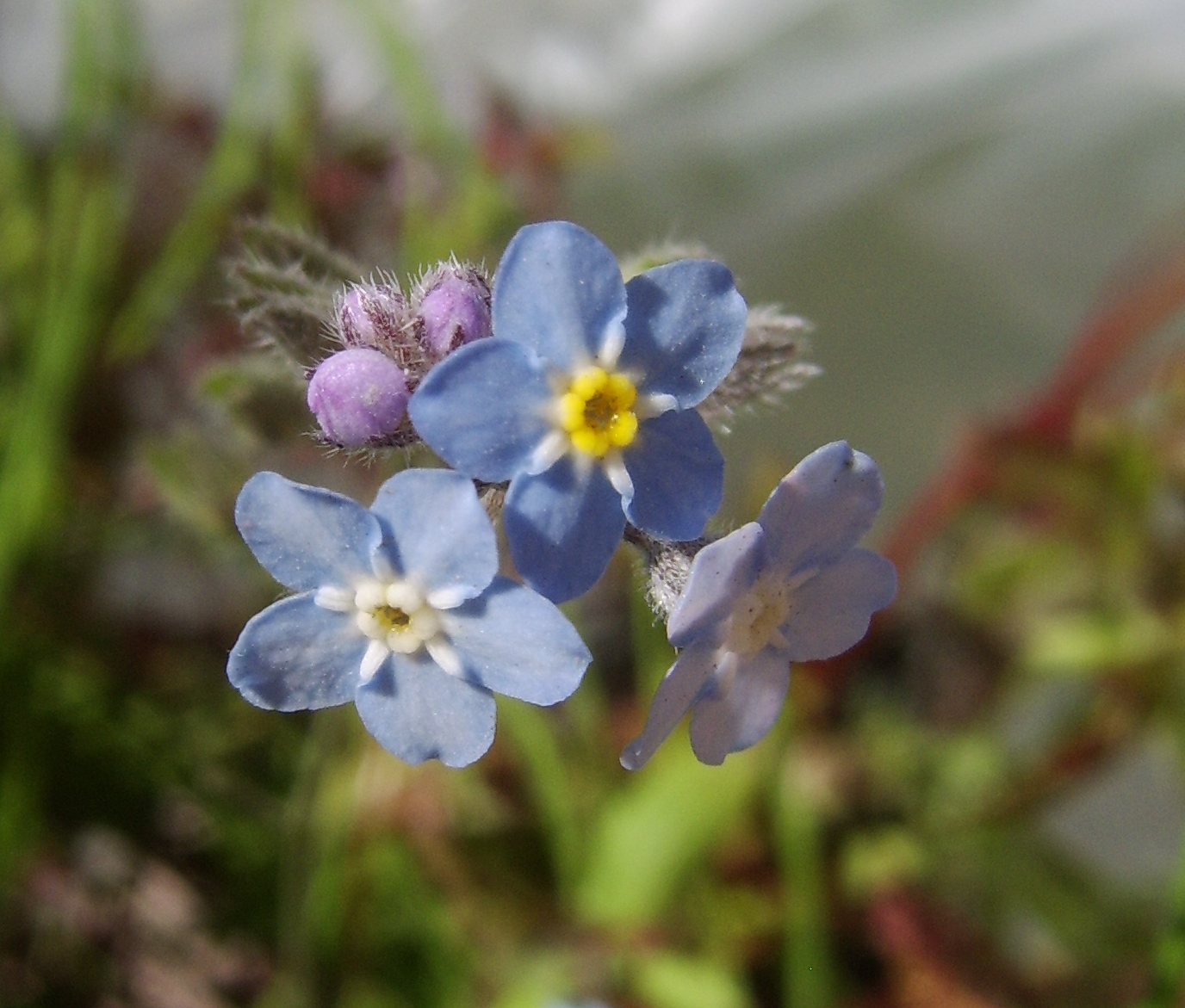
Fleurs de Myosotis cespiteux.
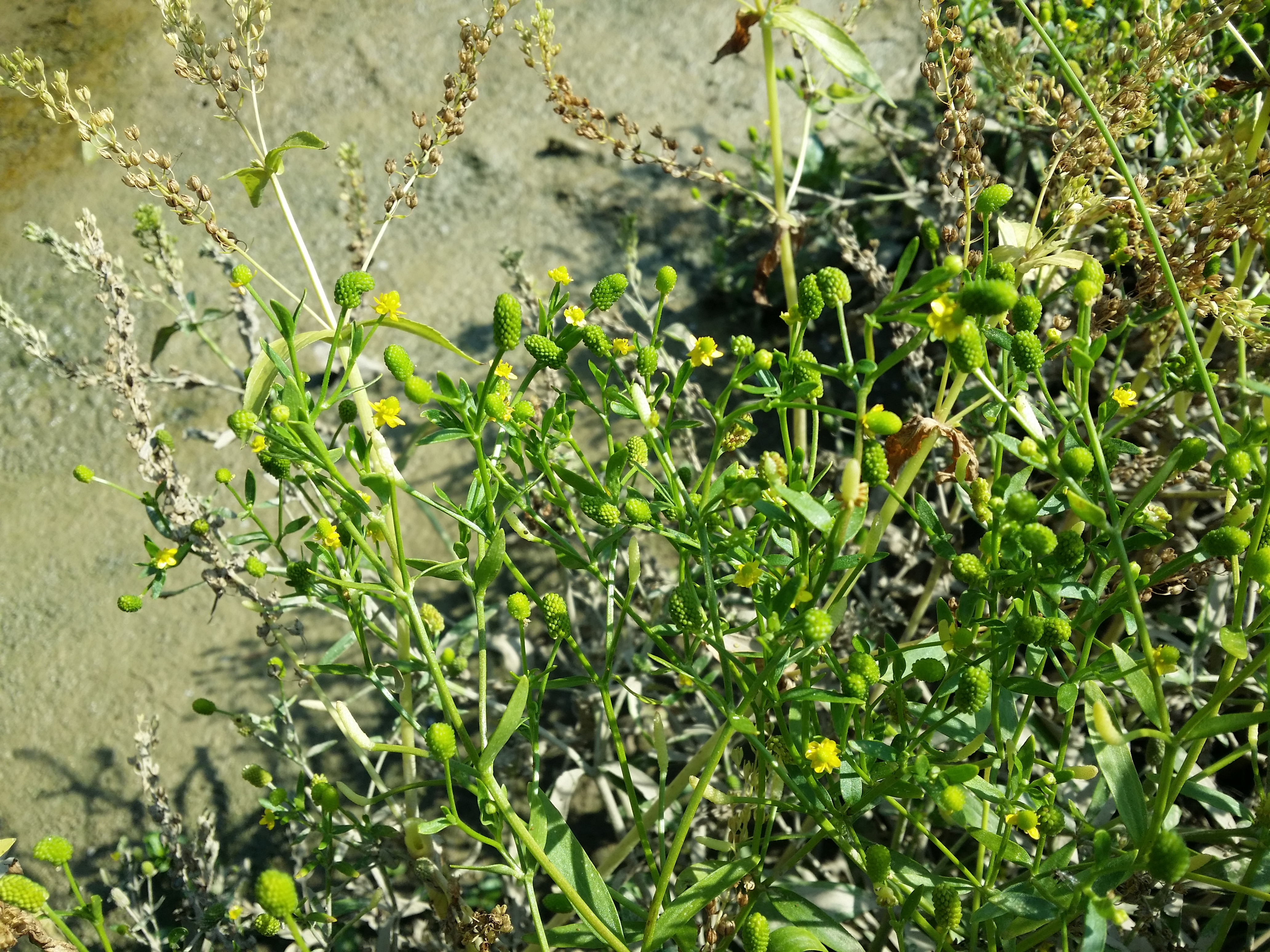
Renoncules scélérates.
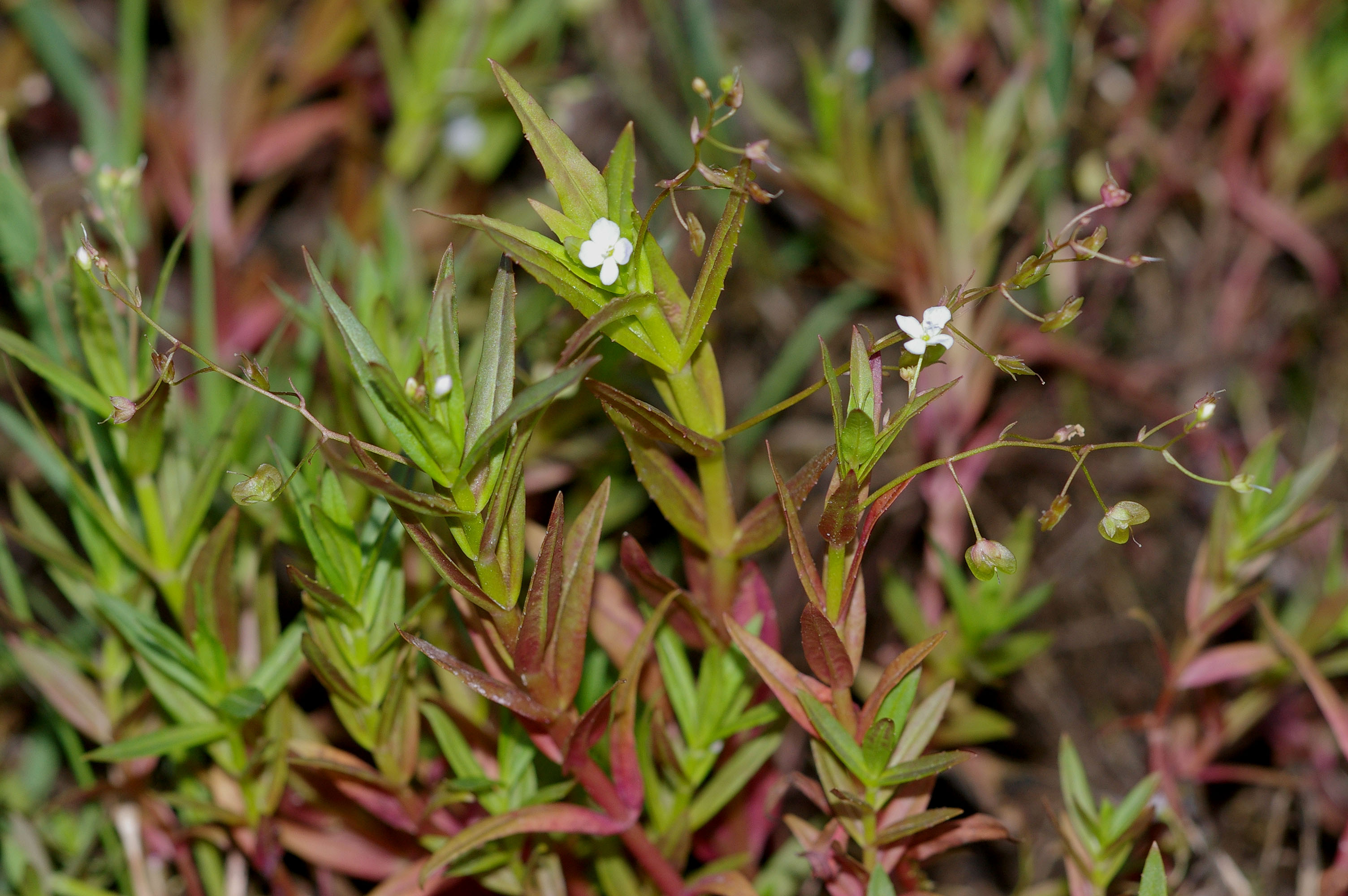
Véronique en écus.

### Protection de la flore
Une espèce végétale, le Flûteau nageant, est protégée au titre de la directive habitats de l'Union européenne et donc également sur l'ensemble du territoire français, de même que la Littorelle à une fleur.